# Kỵ sĩ bóng đêm
Kỵ sĩ bóng đêm (tựa gốc tiếng Anh: The Dark Knight) là một bộ phim điện ảnh Anh – Mỹ thuộc thể loại siêu anh hùng ra mắt vào năm 2008 do Christopher Nolan làm đạo diễn, viết kịch bản và đồng sản xuất. Dựa trên nhân vật truyện tranh Người Dơi của DC Comics, tác phẩm là phần thứ hai trong loạt phim điện ảnh bộ ba The Dark Knight của Nolan cũng như phần tiếp nối của Huyền thoại Người Dơi (2005). Tác phẩm có sự tham gia diễn xuất của dàn diễn viên chính gồm Christian Bale, Michael Caine, Heath Ledger, Gary Oldman, Aaron Eckhart, Maggie Gyllenhaal và Morgan Freeman. Trong Kỵ sĩ bóng đêm, Bruce Wayne / Người Dơi (Bale), James Gordon (Oldman) và công tố viên quận Harvey Dent (Eckhart) tạo thành một liên minh chống tội phạm có tổ chức ở Thành phố Gotham nhưng bộ ba bị đe dọa bởi một kẻ chủ mưu vô chính phủ có biệt danh Joker (Ledger), khi hắn tìm cách phá hoại ảnh hưởng của Batman và khiến thành phố trở nên hỗn loạn.
Cảm hứng làm phim của Nolan đến từ các cuốn truyện tranh về Joker ra mắt năm 1940, cuốn graphic novel (một thể loại tiểu thuyết được viết và vẽ theo kiểu truyện tranh) The Killing Joke và loạt truyện The Long Halloween kể về nguồn gốc của Two-Face. Biệt hiệu "Dark Knight" (Kỵ sĩ bóng đêm) lần đầu được dùng để chỉ nhân vật Batman trong Batman #1 (1940), trong một truyện ngắn của tác giả Bill Finger. Kỵ sĩ bóng đêm được quay chính ở Chicago cũng như tại một số địa điểm khác ở Anh Quốc, Hoa Kỳ và Hồng Kông. Nolan đã sử dụng máy quay 70 mm IMAX để ghi hình một số phân cảnh, bao gồm cả cảnh xuất hiện đầu tiên của Joker trong phim. Lúc đầu hãng Warner Bros. từng tạo ra một chiến dịch tiếp thị lan truyền cho Kỵ sĩ bóng đêm thông qua việc phát triển các website quảng bá và những tấm ảnh chụp màn hình nổi bật trong các đoạn trailer về vai Joker của Ledger. Ledger qua đời vào ngày 22 tháng 1 năm 2008 chỉ vài tháng sau khi phim đóng máy và sáu tháng trước khi phim chiếu rạp vì bị sốc thuốc do dùng thuốc quá liều, dẫn đến rất nhiều sự chú ý từ giới báo chí và khán giả yêu điện ảnh.
Kỵ sĩ bóng đêm là một thành phẩm hợp tác sản xuất giữa Anh Quốc và Hoa Kỳ. Tác phẩm được công chiếu tại Hoa Kỳ vào ngày 18 tháng 7 năm 2008 và tại Anh Quốc vào ngày 25 tháng 7 năm 2008; phim cũng từng khởi chiếu tại Việt Nam vào ngày 29 tháng 8 năm 2008. Các nhà phê bình điện ảnh coi đây là một trong những tác phẩm điện ảnh hay nhất thập niên 2000 và một trong những phim siêu anh hùng hay nhất mọi thời đại; phim nhận đa số đánh giá tích cực, đặc biệt là về phân cảnh hành động, nhạc nền, kịch bản, diễn xuất (đặc biệt của Ledger), hiệu ứng hình ảnh và chỉ đạo, qua đó thiết lập nhiều kỷ lục trong thời gian công chiếu.
Kỵ sĩ bóng đêm xuất hiện trong danh sách tốp 10 của 287 nhà phê bình, nhiều hơn bất kì bộ phim nào khác trong năm 2008 ngoại trừ WALL·E; nhiều nhà phê bình (77) đã chọn Kỵ sĩ bóng đêm là phim điện ảnh hay nhất phát hành trong năm đó. Với doanh thu hơn 1 tỷ USD trên toàn cầu, tác phẩm trở thành phim điện ảnh có doanh thu cao nhất năm 2008 và phim điện ảnh có doanh thu cao thứ 36 mọi thời đại nếu không tính lạm phát (đứng thứ 4 tại thời điểm phát hành); phim còn thiết lập kỷ lục phim điện ảnh có doanh thu mở màn cao nhất với 158 triệu USD và nắm giữ kỷ lục này trong ba năm. Kỵ sĩ bóng đêm đã nhận tám đề cử Oscar, trong đó giành giải biên tập âm thanh xuất sắc nhất và Ledger được trao giải nam diễn viên phụ xuất sắc nhất sau khi qua đời. Kỵ sĩ bóng đêm trỗi dậy, phần cuối trong loạt phim ra mắt vào ngày 20 tháng 7 năm 2012.

## Nội dung
Một băng nhóm tội phạm đeo mặt nạ cướp ngân hàng thành phố Gotham của bọn mob (cách gọi khác của Mafia Mỹ). Băng cướp bị Joker âm mưu gài bẫy và giết hại lẫn nhau để nhận khoản tiền chia sẻ cao hơn, cho đến khi chỉ còn Joker sau khi hạ sát tên cuối cùng và tẩu thoát với toàn bộ số tiền. Batman (danh tính thật là Bruce Wayne), Công tố viên quận Harvey Dent và Trung úy Jim Gordon tạo thành một liên minh chống tội phạm có tổ chức của thành phố. Bruce tin rằng khi Dent trở thành người bảo vệ của Gotham, anh có thể từ bỏ thân phận Batman và có một cuộc sống bình thường với người bạn gái lâu năm là Rachel Dawes – dù cô và Dent đang hẹn hò.
Những ông trùm của bọn mob là Sal Maroni, Gambol và Chechen tổ chức một cuộc họp qua video với viên kế toán biến chất là Lau, sau khi y lấy khoản tiền của chúng và chạy trốn đến Hồng Kông để bảo vệ số tiền và tránh bị sờ gáy (do chưa có hiệp định dẫn độ tội phạm giữa Trung Quốc và Hoa Kỳ). Bất ngờ, Joker xuất hiện chen ngang buổi họp để cảnh báo chúng rằng Batman đang ở ngoài vòng pháp luật, và đề xuất tiêu diệt Batman nhằm đổi lấy phần thưởng là một nửa khoản tiền của chúng. Các ông chủ của bọn mob không đồng ý, thậm chí Gambol còn treo một khoản tiền thưởng khác để lấy đầu Joker. Sau đó Joker tìm và thủ tiêu Gambol, chiếm lấy băng đảng của hắn. Cuối cùng bọn mob quyết định làm theo đề nghị của Joker. Trong khi đó Batman tóm được Lau ở Hồng Kông và đem y trở về Gotham làm chứng, qua đó cho phép Dent bắt giữ toàn bộ bọn mob. Đáp lại, Joker giết Brian Douglas, một người hâm mộ và đóng giả làm Batman, rồi đe dọa sẽ tiếp tục sát hại người vô tội trừ khi Batman tiết lộ danh tính thật; y chứng minh bằng cách sát hại Ủy viên Cảnh sát Gillian B. Loeb và bà thẩm phán chủ trì phiên xử án bọn mob. Sau đó Joker còn cố gắng ám sát Thị trưởng Gotham là ông Anthony Garcia nhưng Gordon đã hi sinh thân mình để bảo vệ ngài Thị trưởng. Rồi Dent bắt giữ một trong những tay sai của Joker và biết được Rachel là mục tiêu tiếp theo của y.
Bruce buộc phải đưa ra quyết định tiết lộ thân phận thật của mình để ngăn Joker không giết hại thêm sinh mạng nào nữa. Nhưng trước khi anh kịp làm vậy thì Dent tuyên bố sai sự thật rằng mình là Batman. Rồi Dent bị áp giải vào buồng giam giữ bảo vệ trên xe vận tải nhưng Joker xuất hiện và tấn công đoàn hộ tống. Batman tiếp tục ra tay giải cứu Dent và Gordon (ông đã cải trang thành tài xế sau khi giả chết) và bắt giữ Joker, qua đó giúp Gordon được thăng chức lên Ủy viên. Các thám tử bị Maroni mua chuộc đã hộ tống Rachel và Dent đưa đi nhưng sau đó Gordon phát hiện ra họ chưa bao giờ về tới nhà. Trong khi đó Batman thẩm vấn Joker và được y tiết lộ rằng cả Rachel và Dent đang bị giam tại hai địa điểm riêng biệt có gắn kíp nổ, khiến Batman buộc phải lựa chọn cứu một trong hai người. Batman đua xe đến cứu Rachel, trong khi Gordon cố gắng cứu Dent. Nhưng khi đặt chân đến tòa nhà, Batman mới nhận ra Joker đã nói ngược địa chỉ của hai người. Cả hai tòa nhà phát nổ, giết chết Rachel và hủy hoại một nửa khuôn mặt của Dent. Cùng lúc đó Joker cũng tẩu thoát khỏi đồn cảnh sát cùng Lau và được y dẫn đến kho tiền của bọn mob. Sau đó Joker lấy xăng đốt trụi số tiền và giết luôn cả Lau lẫn Chechen.
Coleman Reese, một viên kế toán tại tập đoàn Wayne Enterprises suy luận ra Bruce là danh tính thật của Batman và đe dọa công khai thông tin trước công chúng. Vì không muốn lời tiết lộ của Reese can thiệp vào các kế hoạch của mình, Joker đe dọa sẽ phá hủy một bệnh viện trừ khi Reese bị thủ tiêu trong vòng một giờ đồng hồ. Tất cả các bệnh viện đều bị sơ tán và Gordon được cử đi bảo vệ Reese. Còn Joker trong bộ dạng cải trang một y tá phát hiện ra nơi Dent dưỡng thương và trao cho Dent một khẩu súng, qua đó thuyết phục anh đi trả thù cho cái chết của Rachel. Rồi Joker bấm kíp nổ phá hủy bệnh viện và tẩu thoát trên xe buýt kèm theo hàng loạt con tin. Trong khi đó Dent bắt đầu cuộc vui giết người, anh quyết định số phận của những kẻ mà anh cho là chịu trách nhiệm cho cái chết của Rachel bằng trò tung đồng xu may rủi. Cuối cùng Dent bắt cóc gia đình của Gordon vì tin rằng tình yêu Gordon dành cho gia đình ông cũng tương tự như tình yêu của anh dành cho Rachel.
Sau khi tuyên bố rằng thành phố Gotham sẽ phải chịu sự điều khiển của mình vào buổi tối, Joker đã gắn chất nổ vào hai chiếc phà sơ tán; một chiếc chứa dân thường còn chiếc kia chứa tù nhân. Các hành khách trên mỗi chiếc phà đều được trao một kíp nổ phá hủy chiếc phà kia, và Joker thông báo qua hệ thống liên lạc rằng y sẽ kích hoạt chất nổ ở cả hai phà nếu một trong hai phà chưa bị phá hủy trước nửa đêm. Bằng một thiết bị phát hiện tàu ngầm theo dõi toàn bộ thành phố, Batman đã phát hiện ra chỗ trốn của Joker với sự giúp đỡ miễn cưỡng của Lucius Fox. Trái với dự tính của Joker, cả dân thường và các tù nhân đều từ chối sát hại lẫn nhau, trong khi đó Batman tiếp cận và tóm được hắn sau một cuộc chiến chớp nhoáng. Trước khi cảnh sát đến để bắt giam Joker, y hả hê nói rằng người dân của Gotham sẽ đánh mất hi vọng một khi cơn thịnh nộ của Dent bị phơi bày trước công chúng.
Gordon và Batman đến tòa nhà nơi Rachel mất mạng. Lúc này Dent đã bắt cóc gia đình của Gordon làm con tin và đe dọa giết họ. Anh bắn Batman, tự tha thứ cho mình rồi định giết con trai của Gordon vì cho rằng sự cẩu thả của ông đã khiến Rachel phải chết. Trước khi anh kịp tung đồng xu định đoạt số phận cậu bé, Batman trong bộ áo giáp đã ôm Dent nhảy khỏi tòa nhà và giết Dent. Sau đó Batman thuyết phục Gordon hãy để anh tự chịu trách nhiệm về những sinh mạng mà Harvey Dent đã giết nhằm bảo vệ hình tượng anh hùng của Dent. Khi cảnh sát tiến hành một cuộc săn tìm Batman, Gordon phá hủy thiết bị Bat-signal, Fox đứng nhìn thiết bị theo dõi tàu ngầm tự hủy, còn Alfred đốt cháy một bức thư từ Rachel nói rằng cô định cưới Dent. Phim kết thúc với cảnh Batman bị cảnh sát truy đuổi sau khi anh bị gán những tội ác mà Dent/Two-face gây ra.

## Diễn viên
- Christian Bale vai Bruce Wayne / Batman:
Bruce Wayne là một tỉ phú-tay chơi có tiếng. Sau khi chứng kiến cái chết của cha mẹ mình trong một vụ ám sát năm lên 8 tuổi, Bruce đã đi vòng quanh thế giới trong bảy năm trước khi trở về nhà để hoạt động dưới danh nghĩa một người thực thi công lý đeo mặt nạ dơi, được ngợi ca là "Kỵ sĩ bóng đêm" của thành phố Gotham khi sử dụng nỗi sợ để trấn áp thế giới ngầm tội phạm của thành phố vào ban đêm. Bale nói rằng anh rất tự tin với lựa chọn trở lại đóng vai diễn nhờ những phản hồi tích cực về diễn xuất của anh trong Batman Begins.[16] Anh tiếp tục luyện tập theo phương pháp chiến đấu Keysi và tự thực hiện nhiều pha nhào lộn[16][17] nhưng không tăng cơ nhiều như phần phim trước vì bộ Batsuit mới cho phép anh di chuyển một cách nhanh nhẹn hơn.[18] Bale miêu tả về tình thế lưỡng nan của Batman, liệu "[cuộc thập tư chinh của anh ấy] có kết thúc. Anh ấy có thể từ bỏ và lấy lại cuộc sống bình thường không? Đó là loại sức mạnh hưng cảm mà người đó phải duy trì đam mê và sự giận dữ mà họ từng cảm nhận khi còn bé, rồi nỗ lực trong một thời gian dài để duy trì nó. Tại một số thời điểm, bạn phải xua đuổi con quỷ của chính mình".[19] Nam diễn viên nói thêm, "Giờ bạn không chỉ là một người đàn ông trẻ tuổi mang nỗi đau cố gắng tìm ra một câu trả lời nào đó, mà bạn còn là một người thực sự có quyền lực cũng như bị quyền lực đè nặng, do đó bạn phải nhận ra sự khác biệt giữa việc đoạt lấy quyền lực và nắm giữ nó."[20] Bale thấy rằng tính cách của Batman đã được hình thành đầy mạnh mẽ trong phần phim đầu, do đó dường như nhân vật của anh sẽ không bị các phản diện chiếm mất đất diễn, "Tôi không gặp vấn đề gì khi phải cạnh tranh với những người khác. Điều đó sẽ làm nên một bộ phim hay hơn".[21]

- Michael Caine vai Alfred Pennyworth:
Alfred là một người quản gia đáng tin cậy và người bạn tri kỷ của Bruce, ông cung cấp những lời khuyên hữu ích cho Bruce và mang hình ảnh chân dung như một người cha, do đó Alfred còn được gọi là "Batman's batman".[22][23]

- Heath Ledger vai Joker:
Joker là một kẻ chủ mưu tâm thần vô chính phủ, tự miêu tả mình là "hiện thân của sự hỗn loạn"; y trỗi dậy từ thế giới ngầm tội phạm bằng cách trút sự tàn phá lên Gotham và kéo Batman gần đến lằn ranh giữa chủ nghĩa anh hùng và chủ nghĩa phản diện. Trước khi Ledger nhận vai Joker vào tháng 7 năm 2006, Paul Bettany,[24] Lachy Hulme,[25] Adrien Brody,[26] Steve Carell[27] và Robin Williams[28] từng công khai bày tỏ sự quan tâm đến vai diễn. Tuy nhiên Nolan chỉ chọn làm việc với Ledger trong một số dự án trước đây (Ledger từng từ chối lời mời đóng vai Batman trong Batman Begins), đồng thời tán thành với diễn xuất nhân vật một cách hỗn loạn của Ledger.[29] Khi Ledger xem Batman Begins, anh đã phát hiện ra cách để làm nhân vật phù hợp với màu sắc của phim:[30] anh miêu tả Joker của mình là một "thằng hề tâm thần phân liệt bị rối loạn nhân cách chống xã hội và tên sát nhân tập thể vô cảm".[31] Trong phim Joker có một nụ cười Glasgow, da phấn trắng và đôi môi đỏ mang thương hiệu là do hóa trang hơn là kết quả tẩy trắng hóa học, giống như ngoại hình nhân vật trong nguyên tác. Trong suốt tác phẩm, Joker có khao khát muốn đảo lộn trật tự xã hội, dẫn đến định nghĩa con người y qua cuộc xung đột với Batman. Để chuẩn bị cho vai diễn, Ledger đã sống một mình tại một căn hộ khách sạn trong một tháng để định hình điệu bộ, giọng nói và tính cách của nhân vật, đồng thời giữ một cuốn nhật ký ghi lại những suy nghĩ và cảm xúc của Joker.[21][32] Dù từng gặp khó khăn trong giai đoạn đầu, Ledger cuối cùng đã tự tạo ra một giọng nói khác hẳn với nhân vật của Jack Nicholson trong phim Batman năm 1989.[31][32] Anh còn được tặng hai cuốn truyện Batman: The Killing Joke—Arkham Asylum: A Serious House on Serious Earth, cuốn truyện khiến anh "thật sự cố đọc và đặt nó xuống".[30] Ledger cũng trích dẫn A Clockwork Orange và Sid Vicious là "một sự khởi đầu rất sớm với Christian [Bale] và tôi. Nhưng chúng tôi kiểu như đã nhanh chóng bay xa khỏi đó và tiến vào một thế giới khác biệt hoàn toàn".[33][34] "Có một chút của tất cả mọi thứ trong con người anh ấy. Không có gì là nhất quán cả", Ledger nói và cho biết thêm, "Có nhiều bất ngờ hơn đối với anh ấy".[33] Ledger được phép quay và chỉ đạo hầu hết video mà Joker gửi đi cảnh báo người dân Gotham trong phim. Mỗi video Ledger thực hiện đều khác biệt so với video trước. Nolan rất ấn tượng với cảnh quay trong video đầu tiên khi Ledger lựa chọn không lộ diện trong cảnh chính anh quay với một phóng viên bị bắt cóc (Anthony Michael Hall).[35] Ngày 22 tháng 1 năm 2008, sau khi hoàn tất Kỵ sĩ bóng đêm, Ledger đã qua đời vì dùng thuốc quá liều, gây nên rất nhiều sự chú ý từ giới báo chí và sau đó là hàng loạt hoạt động tri ân, tưởng nhớ anh. "Thật vô cùng xúc động bởi ngay khi anh ấy qua đời, tôi phải quay trở lại và nhìn anh ấy mỗi ngày [trong khi dựng phim]", Nolan nhớ lại, "Nhưng sự thật là tôi cảm thấy mình cực kỳ may mắn khi có một tác phẩm hay cùng màn trình diễn xuất sắc của anh ấy, tôi rất tự hào khi được anh ấy giao phó hoàn thành nốt bộ phim".[34] Tất cả những cảnh của Ledger đều xuất hiện khi anh hoàn thành chúng trong lúc ghi hình; trong khâu dựng phim, Nolan đã không thêm vào bất cứ "hiệu ứng kĩ thuật số" nào để thay thế diễn xuất thực của Ledger sau khi anh qua đời.[36] Nolan cũng dành tặng bộ phim để tri ân Ledger.[37][38]

- Gary Oldman vai James Gordon:
Gordon là trung úy thuộc Sở cảnh sát thành phố Gotham và một trong số ít những sĩ quan cảnh sát chính trực; ông đã thành lập một liên minh nhỏ không chính thức với Batman và Dent, cũng như được Thị trưởng thành phố phong làm Ủy viên Cảnh sát sau vụ Joker ám sát hụt ngài Thị trưởng. Oldman miêu tả nhân vật của ông là một người "liêm khiết, đạo đức, anh hùng nhưng hay nói thiếu".[39] Nolan giải thích, "The Long Halloween có một mối quan hệ tuyệt vời giữa bộ ba Harvey Dent, Gordon và Batman—điều đó đã rất thu hút chúng tôi".[40] Oldman cho biết thêm, "Gordon đã vô cùng cảm phục Batman ở đoạn kết nhưng [Batman] giờ đây lại trở thành kỵ sĩ bóng đêm - một kẻ ngoài vòng pháp luật. Giờ tôi tò mò muốn xem: Nếu có một người thứ ba, liệu anh ta sẽ làm gì?"[40] Về khả năng tham gia một phần phim kế tiếp, ông cho biết "việc trở lại [vai diễn] không phụ thuộc vào việc liệu vai đó có vai trò lớn hơn vai diễn trước đó hay không?".[41]

- Aaron Eckhart vai Harvey Dent / Two-Face:
Dent là công tố viên quận được ca ngợi là "Kỵ sĩ trắng" của Gotham khi là người mở chiến dịch chống lại thế giới ngầm tội phạm của thành phố. Sau cuộc chiến với Joker, Dent chỉ còn lại nửa khuôn mặt bị biến dạng, biến anh trở thành một tên sát nhân với khuynh hướng tự trả thù cá nhân.[42][43] Ban đầu Nolan và David S. Goyer từng cân nhắc sử dụng Dent trong Batman Begins nhưng anh lại bị thay thế bằng một nhân vật mới là Rachel Dawes khi ê-kíp làm phim nhận ra họ không thể "đem lại cho anh ta sự công bằng".[44] Trước khi Eckhart nhận lời đóng Harvey Dent vào tháng 2 năm 2007, Liev Schreiber,[45] Josh Lucas[46] và Ryan Phillippe[47] đều bày tỏ sự quan tâm đến vai diễn,[48] trong khi Mark Ruffalo cũng đi diễn thử.[49] Matt Damon cho biết anh cũng được cân nhắc cho vai Dent nhưng không thể nhận vai do mâu thuẫn về lịch trình.[50] Hugh Jackman lại là một lựa chọn khác cho vai diễn. Cuối cùng Nolan đã chọn Eckhart, diễn viên ông từng cân nhắc cho vai chính trong Memento; ông nhắc đến anh về khả năng "phi thường" trong diễn xuất, hiện thân "nổi bật của chuẩn mực anh hùng Mỹ" do Robert Redford đề xuất và "khía cạnh" ẩn của anh.[51] Eckhart quan tâm đến "những người tốt bị tha hóa" và đã thủ vai những người bị biến chất trong The Black Dahlia, Thank You for Smoking và In the Company of Men. Trong khi Two-Face được miêu tả là một tên trùm tội phạm ở hầu hết các đặc điểm, Nolan lại chọn miêu tả y là một nhân vật bán phản diện "khó lường" (twisted) để nhấn mạnh vai trò làm đối tác của Batman. Eckhart giải thích, "[Y] vẫn đúng với bản chất của y. Y là một đối thủ với tội phạm, y không giết người tốt. Y không hoàn toàn là một kẻ xấu".[42][43] Về Dent, Eckhart "liên tưởng đến người nhà Kennedy", đặc biệt là Robert F. Kennedy, một người "duy tâm, kìm nén sự ác cảm và đối đầu với bọn mob". Ông có mái tóc sáng và hợp thời khiến cho diện mạo của ông đẹp hơn. Nolan đã dặn Eckhart không tạo nên "những tiếng nhai nhóp nhép hoặc chứng máy giật khiếm nhã" giống như nhân cách Two-Face của Dent.[52]

- Maggie Gyllenhaal vai Rachel Dawes:
Dawes là trợ lý công tố viên quận của thành phố Gotham và người bạn thời thơ ấu của Bruce, cô là một trong số ít người biết rõ danh tính thật của Batman. Gyllenhaal là người đảm nhận vai diễn từ nữ diễn viên thủ vai này trong Batman Begins là Katie Holmes. Vào tháng 8 năm 2005, có thông tin Holmes đang lên kế hoạch đảm nhận vai diễn,[53] nhưng cuối cùng cô đã từ chối để ghi hình Mad Money với Diane Keaton và Queen Latifah.[54] Đến tháng 3 năm 2007, Gyllenhaal đang trong "những cuộc đàm phán cuối cùng" cho vai diễn.[55] Gyllenhaal thừa nhận rằng nhân vật của mình là một công chúa gặp nạn ở một mức nào đó, nhưng cho biết Nolan đã tìm cách để làm tăng khả năng của nhân vật, vì vậy "Rachel thực sự hiểu rõ điều gì quan trọng với cô ấy và không muốn làm tổn hại đạo đức của mình, điều đó tạo nên một sự thay đổi tốt đẹp" so với nhiều nhân vật mâu thuẫn mà cô từng thủ vai trước đây.[56]

- Morgan Freeman vai Lucius Fox:
Lucius là CEO vừa được thăng chức của tập đoàn Wayne Enterprises, hiện giờ ông là người đủ nhận thức về hai mặt cuộc sống của cậu chủ, nên đã phụng sự trong vai trò nhà sản xuất vũ khí của Bruce cho bộ Batsuit, bên cạnh vỏ bọc viên chức của công ty.[57]

Hai diễn viên Monique Gabriela Curnen và Ron Dean lần lượt thủ vai Anna Ramirez và Michael Wuertz, những thám tử biến chất trong đơn vị của Gordon. Nestor Carbonell xuất hiện trong vai Anthony Garcia, thị trưởng thành phố Gotham. Ng Chin Han đóng vai Lau, một nhân viên kế toán biến chất của Chinese LSI Holdings kiêm ông chủ Hội Tam Hoàng. Eric Roberts thủ vai Sal Maroni, một tên trùm mafia người Ý tiếp quản vị trí của Carmine Falcone và Ritchie Coster đóng vai Chechen, một tên trùm mafia Chechen phụ trách khâu buôn lậu ma túy. Anthony Michael Hall xuất hiện trong vai Mike Engel, một phóng viên của Gotham Cable News, còn Keith Szarabajka đóng Gerard Stephens, một thám tử trong đơn vị của Gordon. Joshua Harto thủ vai Coleman Reese, một kế toán viên M&A tại Wayne Enterprises, anh là người suy luận danh tính Batman của Bruce từ Fox và lên kế hoạch tiết lộ nó cho Gotham. Melinda McGraw đóng vai Barbara Gordon, vợ của Gordon, trong khi Nathan Gamble đóng James Gordon Jr., cậu con trai mới lên mười của Gordon. Michael Jai White thủ vai Gambol, một tên trùm mafia châu Phi nắm giữ khâu đánh bạc trái phép và tống tiền. Colin McFarlane đảm nhiệm vai Gillian B. Loeb, Ủy viên cảnh sát của Gotham trước khi bị Joker sát hại.
Dàn diễn viên phụ trong phim còn có sự góp mặt của Nydia Rodriguez Terracina vai Thẩm phán Janet Surrillo, Tom Lister Jr. vai một người tù trên một trong những chuyến phà chở bom, William Fichtner đóng Giám đốc Ngân hàng Quốc gia Gotham, diễn viên Cillian Murphy trở lại trong vai khách mời Jonathan Crane / Scarecrow, kẻ từng bị Batman bắt giữ ở đầu phim. Nhạc sĩ Dwight Yoakam từng nhận được lời mời đóng những vai diễn như nhà quản lý hoặc cảnh sát biến chất nhưng thay vào đó ông lại lựa chọn tập trung vào album Dwight Sings Buck của mình. Thượng nghị sĩ Hoa Kỳ Patrick Leahy—một người hâm mộ truyện tranh Batman từng có một vai phụ trong phim điện ảnh Batman & Robin (1997) và một vai lồng tiếng trong Batman: The Animated Series—xuất hiện trong vai một vị khách mời tại bữa tiệc của Bruce. Ca sĩ đồng hát chính kiêm chơi guitar của hai ban nhạc Alkaline Trio và Blink-182 là Matt Skiba cũng có một vai nhỏ trong phim. David Dastmalchian là người thủ vai Thomas Schiff, một kẻ tâm thần hoang tưởng gia nhập băng đảng của Joker nhưng sau đó bị bắt và bị Dent chĩa súng đe dọa sau khi đóng giả làm vệ binh danh dự tại tang lễ của Loeb bên cạnh chính Joker.

## Sản xuất

### Phát triển
—Nolan nói về chủ đề leo thang
Trước khi phát hành Huyền thoại Người Dơi, nhà biên kịch David S. Goyer từng viết một khung sườn cho hai phần tiếp nối giới thiệu Joker và Harvey Dent. Ý định đầu tiên của ông là Joker để lại vết sẹo cho Dent trong phiên xử án Joker ở phần phim thứ ba, từ đó biến Dent thành Two-Face. Goyer vốn là người viết phần kịch bản nháp đầu tiên cho phim, ông đã lấy loạt truyện tranh giới hạn dài 13 số Batman: The Long Halloween của DC Comics làm nguồn cảm hứng chính trong cốt truyện của mình. Theo cựu nghệ sĩ truyện Batman Neal Adams, ông gặp David Goyer ở Los Angeles; câu chuyện cuối cùng dẫn đến truyện "The Joker's Five-Way Revenge" của Adams và Dennis O'Neil xuất hiện trong tập Batman #251, trong đó O'Neil và Adams tái giới thiệu nhân vật Joker. Trong khi Nolan lúc đầu do dự có nên trở lại ghế đạo diễn phần tiếp nối hay không, ông đã muốn tái hiện Joker trên màn ảnh. Ngày 31 tháng 7 năm 2006, hãng Warner Bros. chính thức thông báo bắt đầu sản xuất phần tiếp nối của Huyền thoại Người Dơi, có tựa đề The Dark Knight (Kỵ sĩ bóng đêm); đây là phim Batman người đóng đầu tiên không có chữ "Batman" trong tựa đề; Bale nhận xét về dấu hiệu thay đổi tựa đề, "điều này cho thấy Batman của tôi và Chris sẽ vô cùng khác biệt so với những phim khác".
Sau nhiều nghiên cứu kĩ lưỡng, anh trai của Nolan kiêm nhà đồng biên kịch là Jonathan Nolan gợi ý về hai lần xuất hiện của Joker, xuất bản trong số in đầu tiên của Batman (1940), làm những nguồn ảnh hưởng chủ yếu. Christopher đã nhờ Jonathan xem bộ phim tội phạm The Testament of Dr. Mabuse năm 1933 của Fritz Lang trước khi viết về Joker, với những đặc điểm của Mabuse tương tự Joker. Christopher Nolan gọi tác phẩm của Lang là "nghiên cứu cần thiết cho bất kì ai cố gắng viết về một siêu phản diện". Jerry Robinson, một trong những nhà đồng sáng tạo Joker cũng được mời cố vấn về chân dung của nhân vật. Nolan quyết định không tiết lộ một truyện gốc tỉ mỉ về Joker, thay vào đó là miêu tả sự phát triển quyền lực để không làm giảm những mối đe dọa mà hắn đưa ra; ông giải thích với MTV News, "Joker mà chúng ta thấy trong Kỵ sĩ bóng đêm đã hoàn thiện... Đối với tôi, Joker là một kẻ độc đoán. Không có sắc thái xám đối với y – có lẽ là sắc thái tím. Y nham hiểm đến mức khó ngờ. Y đột ngột xuất hiện giống như trong truyện tranh vậy." Nolan tiết lộ thêm với IGN, "Chúng tôi chưa bao giờ muốn làm một truyện gốc về Joker trong phim này", bởi vì "nội dung chủ yếu nói về Harvey Dent nhiều hơn, còn Joker được giới thiệu là một kẻ độc đoán. Đó là một yếu tố rất hồi hộp và vô cùng quan trọng trong phim, chúng tôi muốn đối phó với sự trỗi dậy của Joker chứ không phải về nguồn gốc của hắn". Nolan gợi ý rằng Batman: The Killing Joke ảnh hưởng đến một phần đoạn thoại của Joker trong phim, trong đó có câu thoại "bất kì ai cũng có thể trở thành hắn nếu được đặt trong hoàn cảnh thích hợp". Nolan cũng lấy phim Heat (1995) làm "một nguồn cảm hứng" cho mục đích của ông "để kể một câu chuyện rất lớn về thành phố hoặc câu chuyện của một thành phố": "Nếu bạn muốn tiếp quản Gotham, bạn phải mang đến cho Gotham một tầm quan trọng, sinh khí và sự sâu sắc ở đó. Vì thế bạn phải đối phó với những nhân vật chính trị và nhân vật truyền thông. Đó là một phần cơ cấu về cách một thành phố gắn kết với nhau."
Theo Nolan, chủ đề quan trọng của phần phim là "sự leo thang" và mở rộng cái kết của Huyền thoại Người Dơi, ông cho rằng "mọi thứ sẽ trở nên tồi tệ hơn cả trước khi chúng trở nên tốt đẹp hơn". Trong khi đó Nolan ám chỉ Kỵ sĩ bóng đêm sẽ tiếp nối chủ đề của Huyền thoại Người Dơi như công lý và trả thù bên cạnh những vấn đề của Bruce với cha anh. Ông cũng nhấn mạnh phần phim sẽ miêu tả Wayne giống một thám tử hơn, một khía cạnh của nhân vật chưa được phát triển hoàn thiện trong Huyền thoại Người Dơi. Nolan miêu tả sự cạnh tranh thân thiện Bruce Wayne và Harvey Dent là "xương sống" của bộ phim. Ông cũng lựa chọn cô đọng cốt truyện tổng thể, cho phép Dent trở thành Two-Face trong Kỵ sĩ bóng đêm, qua đó đem lại cho phim một chút dư vị cảm xúc mà nhân vật vô cảm như Joker không thể mang lại. Nolan còn thừa nhận tựa đề phim không chỉ liên hệ đến Batman, mà còn ám chỉ "kỵ sĩ trắng" bị sa ngã Harvey Dent.

### Ghi hình
Trong lúc tìm kiếm các địa điểm ghi hình phim vào tháng 10 năm 2006, nhà quản lý địa điểm Robin Higgs đã ghé thăm Liverpool để tập trung chủ yếu vào bến tàu của thành phố. Những địa điểm tiềm năng khác còn có Yorkshire, Glasgow và các địa phận ở Luân Đôn. Vào tháng 8 năm 2006, một trong những nhà sản xuất phim là Charles Roven tuyên bố quá trình ghi hình chính sẽ bắt đầu vào tháng 3 năm 2007 nhưng rồi lịch thu hình bị dời xuống tháng 4. Về mặt phát hành tại các rạp chiếu IMAX, Nolan đã thu hình bốn phân cảnh chính theo định dạng này, trong đó phân cảnh cướp nhà băng của Joker mở đầu phim và cảnh rượt đuổi xe ở giữa phim, đánh dấu lần đầu tiên phim điện ảnh được ghi hình một phần bằng máy quay IMAX. Bên cạnh đó, đây cũng là phim Batman đầu tiên sử dụng máy quay 70 mm. Những máy thu hình dùng cho những phân cảnh không phải IMAX 35 mm là Panaflex Millennium XL và Platinum của Panavision.
Trong mười lăm năm Nolan từng muốn ghi hình phim ở định dạng IMAX, đồng thời sử dụng nó cho "những cảnh yên tĩnh bằng hình ảnh mà chúng tôi nghĩ sẽ rất thú vị." Việc sử dụng máy quay IMAX cung cấp thêm nhiều thử thách mới cho các nhà làm phim: máy quay to hơn và nặng hơn so với máy quay tiêu chuẩn, đồng thời việc tạo ra tiếng ồn gây khó khăn cho khâu thu lời thoại. Ngoài ra, máy quay có thời lượng tải phim ngắn từ 30 giây đến hai phút và giá của máy quay IMAX cũng đắt hơn máy quay 35 mm tiêu chuẩn. Tuy nhiên, Nolan cho biết ông ước rằng mình có thể ghi hình toàn bộ tác phẩm điện ảnh bằng IMAX: "nếu bạn có thể mang được một cái máy IMAX lên núi Everest hay đem ra ngoài không gian, bạn có thể sử dụng những cảnh quay đó trong một phim điện ảnh." Bên cạnh đó Nolan còn lựa chọn dựng một số phân cảnh IMAX bằng máy OCN thông thường, nhằm giảm thiểu tối đa các tổn thất phát sinh và tăng độ phân giải hình ảnh lên 18 nghìn line.

Đạo diễn Christopher Nolan (trái ngoài cùng) và nam diễn viên Heath Ledger (đang hóa trang) thu hình một cảnh phim trong Kỵ sĩ bóng đêm bằng một máy quay IMAX.

Hãng Warner Bros. chọn phim lấy bối cảnh tại Chicago trong 13 tuần, vì Nolan có một "trải nghiệm thật sự đặc biệt" khi quay một phần Huyền thoại Người Dơi tại đó. Thay vì sử dụng Tòa nhà Sở giao dịch chứng khoán Chicago làm địa điểm trụ sở của tập đoàn Wayne Enterprises như trong Huyền thoại Người Dơi, Kỵ sĩ bóng đêm lại cho thấy Trung tâm Richard J. Daley mới là trụ sở chính của Wayne Enterprises. Trong lúc ghi hình phim tại Chicago, tác phẩm được đặt tựa đề giả là Rory's First Kiss (tạm dịch: Nụ hôn đầu của Rory) để giảm sự chú ý tới công đoạn sản xuất nhưng cuối cùng các phương tiện truyền thông địa phương cũng phát hiện ra âm mưu này. Richard Roeper của nhật báo Chicago Sun-Times bình luận về sự vô lý trong âm mưu trên, "Liệu có một người hâm mộ Batman nào trên thế giới không biết rằng Rory's First Kiss chính là Kỵ sĩ bóng đêm, bộ phim được ghi hình ở Chicago trong nhiều tuần?". Quá trình sản xuất Kỵ sĩ bóng đêm ở Chicago đã giúp kinh tế của thành phố tăng thêm 45 triệu USD và tạo ra hàng nghìn việc làm. Về phần mở đầu phim liên quan đến Joker, đoàn làm phim đã ghi hình tại Chicago từ ngày 18 tháng 4 năm 2007 đến ngày 24 tháng 4 cùng năm. Họ trở lại tiếp tục thu hình từ ngày 9 tháng 6 năm 2007 đến đầu tháng 9. Đáng chú ý, không giống như Huyền thoại Người Dơi, phim sử dụng ít CGI hơn để ngụy trang Chicago. Nhiều địa điểm dễ nhận biết trong phim là Tháp Willis, Navy Pier, 330 North Wabash, Trung tâm James R. Thompson, Tháp và Khách sạn Quốc tế Trump, phố LaSalle, The Berghoff, nhà ga Millennium và khách sạn Hotel 71. Phim còn sử dụng một nhà máy cũ của Brach làm Bệnh viện Gotham. Bưu điện phố Van Buren đã ngừng hoạt động chính là Ngân hàng Quốc gia Gotham trong vụ cướp mở đầu phim. Một số phân cảnh như vụ rượt đuổi xe ô tô diễn ra trong khu đường hầm của Wacker Drive. Những tòa tháp Marina City cũng xuất hiện trên bối cảnh nền suốt bộ phim.
Pinewood Studios nằm gần Luân Đôn là không gian xưởng phim chính cho khâu sản xuất. Trong khi tham gia một cảnh đóng thế với xe Batmobile trong một cơ sở hiệu ứng đặc biệt ở gần Chertsey, Anh, kĩ thuật viên Conway Wickliffe đã qua đời do bị tông xe. Vì thế tác phẩm được dành tặng để tri ân cả Ledger và Wickliffe. Cảnh nhà hàng được thu hình tại Nhà hàng Criterion ở Piccadilly Circus, Luân Đôn. Mười tháng sau tại Nhà hàng Battersea Power đã ngừng hoạt động ở Luân Đôn, phim dựng nên cảnh ghi hình một quả cầu lửa dài 200 foot (61 m), theo như đưa tin là dành cho phân cảnh mở màn, dấy lên những cuộc gọi từ người dân địa phương lo sợ về một cuộc tấn công khủng bố diễn ra trong nhà ga. Một sự cố tương tự cũng xảy ra trong lúc quay phim ở Chicago, khi một nhà máy kẹo của Branch bỏ hoang (chính là Bệnh viện Gotham trong phim) đã bị phá hủy.
Quá trình ghi hình ở Hồng Kông diễn ra từ ngày 6 tháng 11 đến 7 tháng 11 năm 2007 tại nhiều địa điểm ở khu Trung tâm, như tòa nhà cao nhất Hồng Kông ở thời điểm đó, Trung tâm Tài chính dành cho cảnh phim nơi Batman bắt Lau. Phim cũng thu hình tại hệ thống cầu thang cuốn. Đoàn làm phim còn thuê cả những chiếc trực thăng và phi cơ C-130. Các nhà chức trách địa phương cũng lo ngại về ô nhiễm tiếng ồn và tắc đường có thể xảy ra, vì thế đoàn làm phim đã gửi những bức thư đến người dân của thành phố hứa rằng mức độ âm thanh sẽ chỉ gây ra tiếng ồn to như tiếng xe buýt. Những nhà môi trường học còn chỉ trích đề nghị của các nhà làm phim khi thuê mặt trước của những tòa nhà cao tầng và để đèn điện thâu đêm suốt sáng để tăng cường quay phim; họ miêu tả hành động đó gây ra sự lãng phí điện rất lớn. Nhà quay phim Wally Pfister thấy rằng các quan chức thành phố đúng là một "cơn ác mộng"; cuối cùng Nolan phải tạo ra cảnh Batman nhảy xuống từ một tòa nhà cao tầng bằng kĩ thuật số.

### Thiết kế
Nhà thiết kế phục trang Lindy Hemming miêu tả vẻ ngoài của Joker phản ánh tính cách của hắn, trong đó "hắn chẳng quan tâm gì đến bản thân"; cô không thiết kế nhân vật thành một kẻ lang thang nhưng vẫn làm hắn có vẻ "bụi bặm hơn, bẩn thỉu hơn", để "khi bạn thấy hắn trên phim, trông hắn hơi cộc cằn hoặc gắt gỏng". Nolan nhận xét, "Chúng tôi đã đánh một cú spin của Francis Bacon vào [mặt hắn]. Sự thối nát này, sự mục nát này nằm trong cấu tạo vẻ ngoài của chính nó. Thật là bẩn thỉu. Bạn gần như có thể tưởng tượng mùi của hắn như thế nào." Nhằm tạo ra tạo hình "vô chính phủ" của Joker, Hemming đã lấy cảm hứng từ những nghệ sĩ phản văn hóa đại chúng như Pete Doherty, Iggy Pop và Johnny Rotten. Ledger miêu tả mặt nạ "hề" của mình được ghép bởi ba miếng sillicon dán tem, giống như "một công nghệ mới", sẽ mất ít hơn một giờ để những nghệ sĩ hóa trang làm việc, nhanh hơn và tiện lợi hơn nhiều so với sử dụng những bộ phận giả. Ledger còn cho biết anh cảm thấy như mình không hề được hóa trang gì cả. Thiết kế Joker của Hemming và Ledger đã tác động đến văn hóa đại chúng và văn hóa chính trị như tấm poster "Joker" Barack Obama, từ đó trở thành một meme theo đúng nghĩa của nó.
Các nhà thiết kế đã cải tiến kiểu dáng của bộ Batsuit từ Huyền thoại Người Dơi khi thêm băng đàn hồi rộng để giúp bó chặt bộ trang phục vào người Bale và đề xuất thêm những công nghệ tinh xảo hơn. Bộ áo được tạo nên bởi 200 miếng cao su lẻ, sợi thủy tinh, lưới kim loại và nylon. Các nhà thiết kế cũng chế tạo một chiếc mũ trùm mới sau chiếc mũ bảo hiểm xe máy và tách hẳn khỏi phần cổ áo nhằm cho phép Bale có thể quay đầu sáng trái hoặc phải, lên hoặc xuống. Việc trang bị chiếc mũ trùm là để hiển thị những chiếc ống kính trắng qua đôi mắt khi nhân vật bật bộ điều khiển tách sóng siêu âm, đem lại cho Batman đôi mắt trắng giống như từ truyện tranh và hoạt hình. Bộ găng tay trang bị những chiếc dao cạo linh hoạt có thể dùng để phóng vào đối phương. Dù bộ trang phục mới chỉ nặng thêm 8 pound (3,6 kg), Bale lại thấy thoải mái hơn và không bị nóng khi mặc. Thành phố Gotham đã được miêu tả ít gan góc hơn trong Huyền thoại Người Dơi: "Chúng tôi đã cố gắng sắp xếp Gotham như cách chúng tôi từng tạo nên trong phần phim trước", nhà thiết kế sản xuất Nathan Crowley cho biết, "Gotham đang hỗn loạn. Chúng tôi vẫn tiếp tục khuếch đại chi tiết đó, vì vậy chúng tôi có thể giữ các hình ảnh của mình thật đẹp".

### Hiệu ứng

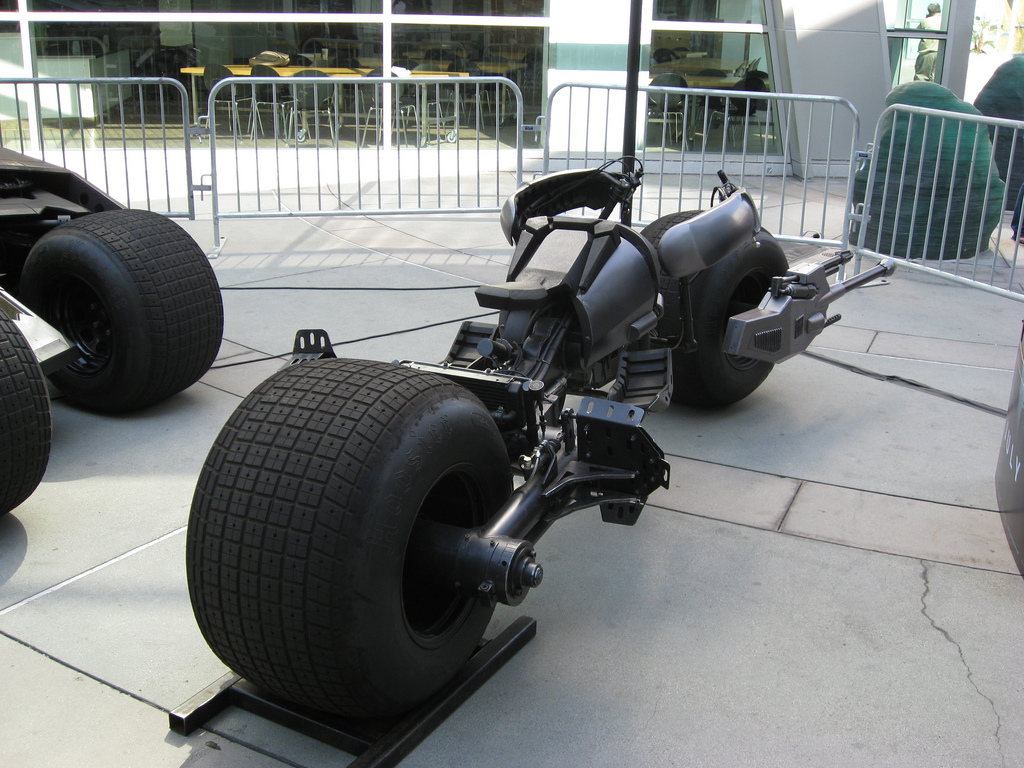
Chiếc Batpod quảng bá ở Los Angeles.

Kỵ sĩ bóng đêm đã giới thiệu phương tiện mới của Batman là chiếc Batpod, một mẫu cải tiến của Batcycle. Nhà thiết kế sản xuất Nathan Crowley, người thiết kế xe Tumbler cho Huyền thoại Người Dơi, đã thiết kế 6 mẫu (xây dựng bởi nhà giám sát hiệu ứng đặc biệt Chris Corbould) để sử dụng cho khâu sản xuất phim, đồng thời để dự phòng cho những cảnh quay va chạm cần thiết và tai nạn có thể xảy ra. Crowley dựng một nguyên mẫu tại ga ra của Nolan trước khi tiến hành những bài kiểm tra an toàn trong 6 tháng. Chiếc Batpod được điều khiển bằng vai thay vì tay và có tấm chắn bọc ngoài để bảo vệ tay lái. Chiếc xe có mặt trước dài 508 mm (20 inch) và các lốp bánh sau, được trang bị lưỡi móc kéo, súng thần công và súng máy. Các động cơ nằm ở giữa bánh xe, đặt cách nhau 31⁄2 feet (1067 mm) ở mỗi mặt ngoài của xe tăng. Người lái nằm ở dưới gầm chiếc xe tăng, giúp dễ dàng di chuyển lên xuống để tránh bị trúng bất kì viên đạn nào mà Batman gặp phải. Diễn viên đóng thế Jean-Pierre Goy là người thực hiện những cảnh rượt đuổi xe trong Kỵ sĩ bóng đêm. Dù rất khó cầm lái vững chiếc Batpod, Goy là người duy nhất có khả năng cân bằng chiếc xe, thậm chí bình luận rằng anh "gần như không học cách lái xe máy" để có thể lái chiếc Batpod. Bale còn cố nài muốn tự mình thực hiện những cảnh ghi hình với Batpod nhưng anh đã bị đội ngũ ngăn cản vì lo sợ tính an toàn.

Aaron Eckhart khi hóa trang và sử dụng công nghệ ghi hình chuyển động trên phim trường. Ảnh dưới là hiệu ứng được hoàn tất.

Nolan thiết kế màn xuất hiện của Two-Face trong phim theo kiểu một trong những thứ ít xáo trộn nhất; ông giải thích, "Khi chúng tôi xem những phiên bản ít khắc nghiệt hơn, chúng lại quá thật và ghê rợn hơn. Khi bạn xem một bộ phim như Cướp biển vùng Caribbean – hay tương tự như thế, có yếu tố về một hiệu ứng hình rất kỳ ảo và chi tiết, mà tôi nghĩ là quyền năng hơn và ít ghê rợn hơn". Framestore đã tạo ra 120 cảnh ghi hình mô phỏng bằng máy tính về mặt sẹo của Two-Face. Nolan thấy rằng việc hóa trang sẽ trông không chân thực vì nó chỉ cho chất liệu hóa trang vào gương mặt chứ không giống nạn nhân bị bỏng thật. Framestore cũng thừa nhận họ đã sắp xếp lại các vị trí của xương, cơ và khớp để nhân vật trông ấn tượng hơn. Đối với mỗi cảnh phim, ba máy quay được đặt ở những góc khác nhau trên phim trường để thu về đầy đủ diễn xuất của Aaron Eckhart. Eckhart còn đeo những chấm điểm trên mặt và một chiếc mũ chỏm giả hoạt động liên quan đến phát sáng. Framestore cũng tích hợp những cảnh thu hình của Bale và Eckhart vào trong cảnh phim tòa nhà nổ tung nơi Dent bị đốt cháy. Mô phỏng lửa trên mặt Eckhart rất khó khăn vì việc đốt cháy một nửa thứ nào đó đã vốn trông không thật.

### Âm nhạc
Hai nhà soạn nhạc của Huyền thoại Người Dơi là Hans Zimmer và James Newton Howard đã trở lại để sáng tác nhạc cho phần phim tiếp nối này. Quá trình viết nhạc diễn ra trước khi ghi hình và trong lúc ghi hình Nolan nhận được một chiếc iPod ghi lại 10 giờ thu âm. Tổ khúc dài chín phút dành cho Joker mang tên "Why So Serious?" chủ yếu dựa trên hai nốt nhạc. Ông so sánh phong cách của nó giống với Kraftwerk, một ban nhạc người Đức đồng hương với ông, cũng như ban nhạc punk rock The Damned. Khi Ledger qua đời, Zimmer cảm thấy rối bời và sáng tác một bài chủ đề mới nhưng lại quyết định rằng ông không thể ủy mị và làm tổn hại "những dự án độc ác" (ngụ ý diễn xuất của Ledger). Howard là người viết những bài chủ đề "thanh lịch và tốt đẹp" của Dent, trong đó các bản nhạc chủ yếu chơi bằng nhạc cụ đồng.

## Tiếp thị

Trang web WhySoSerious.com hướng dẫn người hâm mộ tìm những lá thư sáng tác thông điệp của Joker "Cách hợp lý duy nhất để sống trong thế giới này là phá bỏ đi những nguyên tắc", nhằm để họ gửi lại bức ảnh của những bức thư này cho trang web và sau đó cắt dán để làm nổi bật các bức ảnh.

Vào tháng 5 năm 2007, công ty 42 Entertainment khởi động một chiến dịch tiếp thị lan truyền bằng việc sử dụng tagline "Why So Serious?" của phim bên cạnh việc ra mắt một website chiến dịch chính trị ảo của Harvey Dent, có tựa đề "I Believe in Harvey Dent" (tạm dịch: Tôi tin vào Harvey Dent). Trang web được sử dụng nhằm thu hút người hâm mộ bằng cách nhờ họ góp tiền cho những gì họ muốn xem; thay mặt hãng Warner Bros, 42 Entertainment cũng thiết lập một phiên bản "phá hoại" của "I Believe in Harvey Dent", có tên gọi "I believe in Harvey Dent too" (Tôi cũng tin vào Harvey Dent), tại đây e-mail của người hâm mộ dần dần xóa những pixel, qua đó tiết lộ hình ảnh chính thức đầu tiên của Joker; nó cuối cùng bị thay thế bằng nhiều từ "Haha" và một thông điệp ẩn "Hẹn gặp lại vào tháng 12".
Trong sự kiện San Diego Comic-Con International 2007, 42 Entertainment đã khai trương trang web WhySoSerious.com, đồng thời gửi cho người hâm mộ dưới hình thức một trò chơi săn tìm nhằm tiết lộ đoạn teaser trailer và một tấm ảnh mới của Joker. Ngày 31 tháng 10 năm 2007, trang web biến thành một trò chơi săn tìm khác với thông điệp ẩn, hướng dẫn người hâm mộ khám phá những manh mối tại các địa điểm nhất định ở các thành phố lớn trên khắp nước Mỹ, rồi chụp tấm ảnh về khám phá của họ. Các manh mối kết hợp lại để tiết lộ một tấm ảnh mới về Joker và một đoạn ghi lại giọng nói của nhân vật trong phim, "And tonight, you're gonna break your one rule" (Và tối nay, ngươi sẽ phá vỡ một nguyên tắc của mình). Sau khi hoàn thành trò chơi, trang web đổi hướng đến một website khác mang tên Rory's Death Kiss (liên hệ đến tựa đề giả lúc làm phim là Rory's First Kiss), nơi người hâm mộ có thể gửi những tấm ảnh tự họ hóa trang giống Joker. Người gửi ảnh sẽ nhận được một bản sao của tờ báo ảo có tên là The Gotham Times; những phiên bản điện tử của chúng sẽ dẫn đến khám phá thêm nhiều trang web khác.

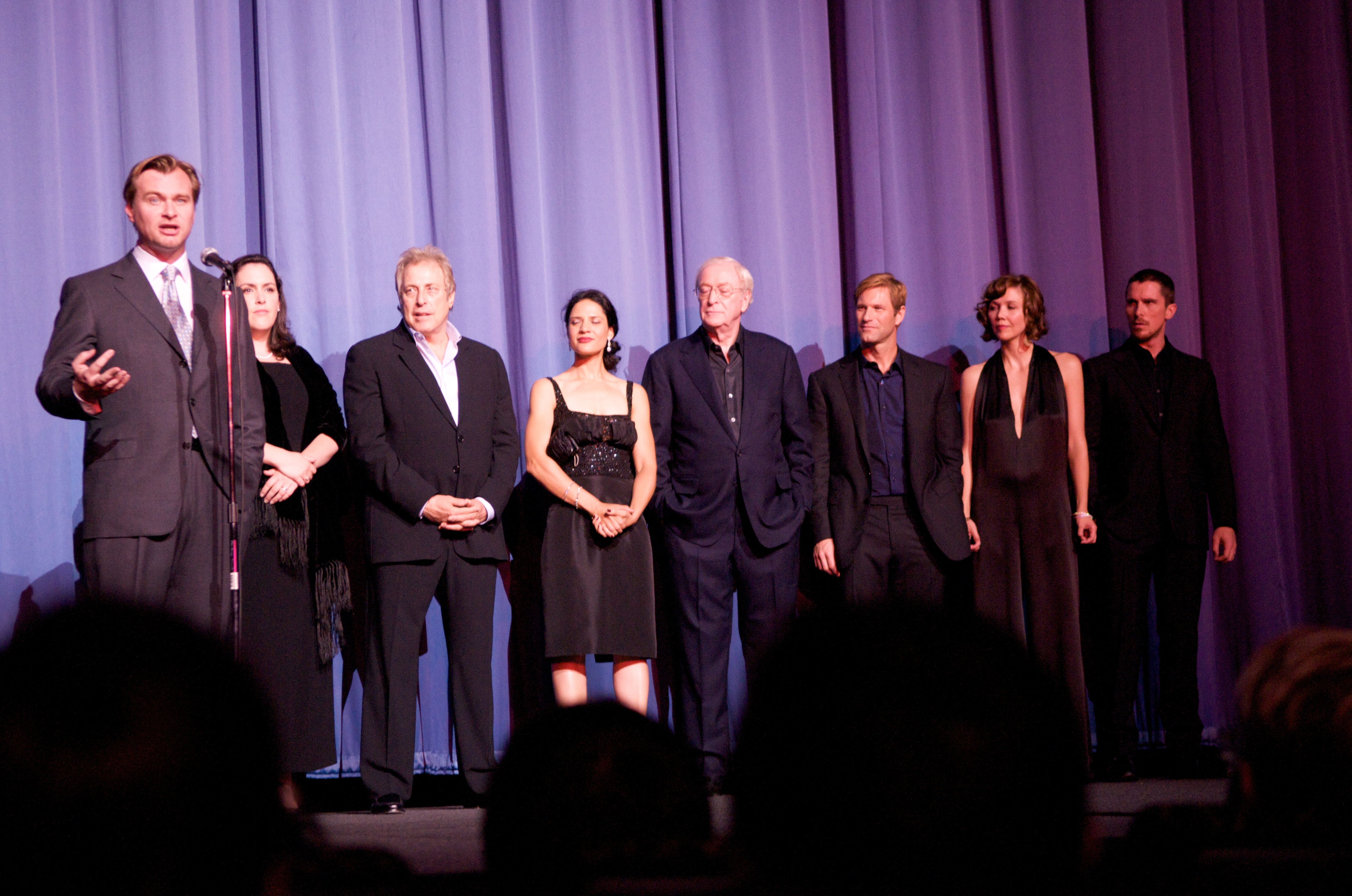
Dàn diễn viên và đoàn làm phim trong buổi công chiếu châu Âu của Kỵ sĩ bóng đêm ở London. Từ trái sang phải: Christopher Nolan, Emma Thomas, Charles Roven, Monique Gabriela Curnen, Michael Caine, Aaron Eckhart, Maggie Gyllenhaal và Christian Bale.

Phân cảnh đầu tiên của phim (cảnh Joker tiến hành cuộc đột kích ngân hàng) và những cảnh hậu trường khác từ phim, sẽ được chiếu chung với các buổi chiếu IMAX chọn lọc từ Thành phố chết — bộ phim ra rạp vào ngày 14 tháng 12 năm 2007. Một teaser chiếu rạp cũng phát hành với những phòng chiếu không IMAX của Thành phố chết và trên trang web chính thức. Ngày 8 tháng 7 năm 2008, phân cảnh trên được phát hành trong ấn bản đĩa Blu-ray của Huyền thoại Người Dơi. Cùng ngày 8 tháng 7 năm 2008, xưởng phim phát hành Batman: Gotham Knight, một phim hoạt hình gửi trực tiếp lên DVD giữa Huyền thoại Người Dơi và Kỵ sĩ bóng đêm, đồng thời gồm sáu truyện gốc do Bruce Timm — nhà đồng sáng tạo kiêm nhà sản xuất của Batman: The Animated Series — đạo diễn, với sự tham gia của diễn viên lồng tiếng Batman kì cựu Kevin Conroy. Mỗi phân đoạn lần lượt do Josh Olson, David S. Goyer, Brian Azzarello, Greg Rucka, Jordan Goldberg và Alan Burnett viết kịch bản, giới thiệu từng phong cách nghệ thuật riêng biệt, song song với nhiều nghệ sĩ cộng tác trong cùng Vũ trụ DC.
Sau cái chết của Heath Ledger vào ngày 22 tháng 1 năm 2008, hãng Warner Bros. đã điều chỉnh trọng tâm quảng cáo về Joker, khi chỉnh sửa một số trang web dành riêng cho quảng bá phim và đăng tải một lời tri ân tưởng nhớ đến Ledger trên trang web chính thức của phim; hãng còn phủ một dải băng màu đen trong một tấm ảnh ghép trên trang WhySoSerious.com. Ngày 29 tháng 2 năm 2008, trang I Believe in Harvey Dent được cập nhật để giúp người hâm mộ gửi các địa chỉ e-mail và số điện thoại. Vào tháng 3 năm 2008, chiến dịch hư cấu của Harvey Dent thông báo cho người hâm mộ biết về chiến dịch xe buýt thực tế có biệt hiệu là "Dentmobiles" sẽ ghé thăm nhiều thành phố khác nhau để quảng bá cuộc tranh cử công tố viên quận của Dent.

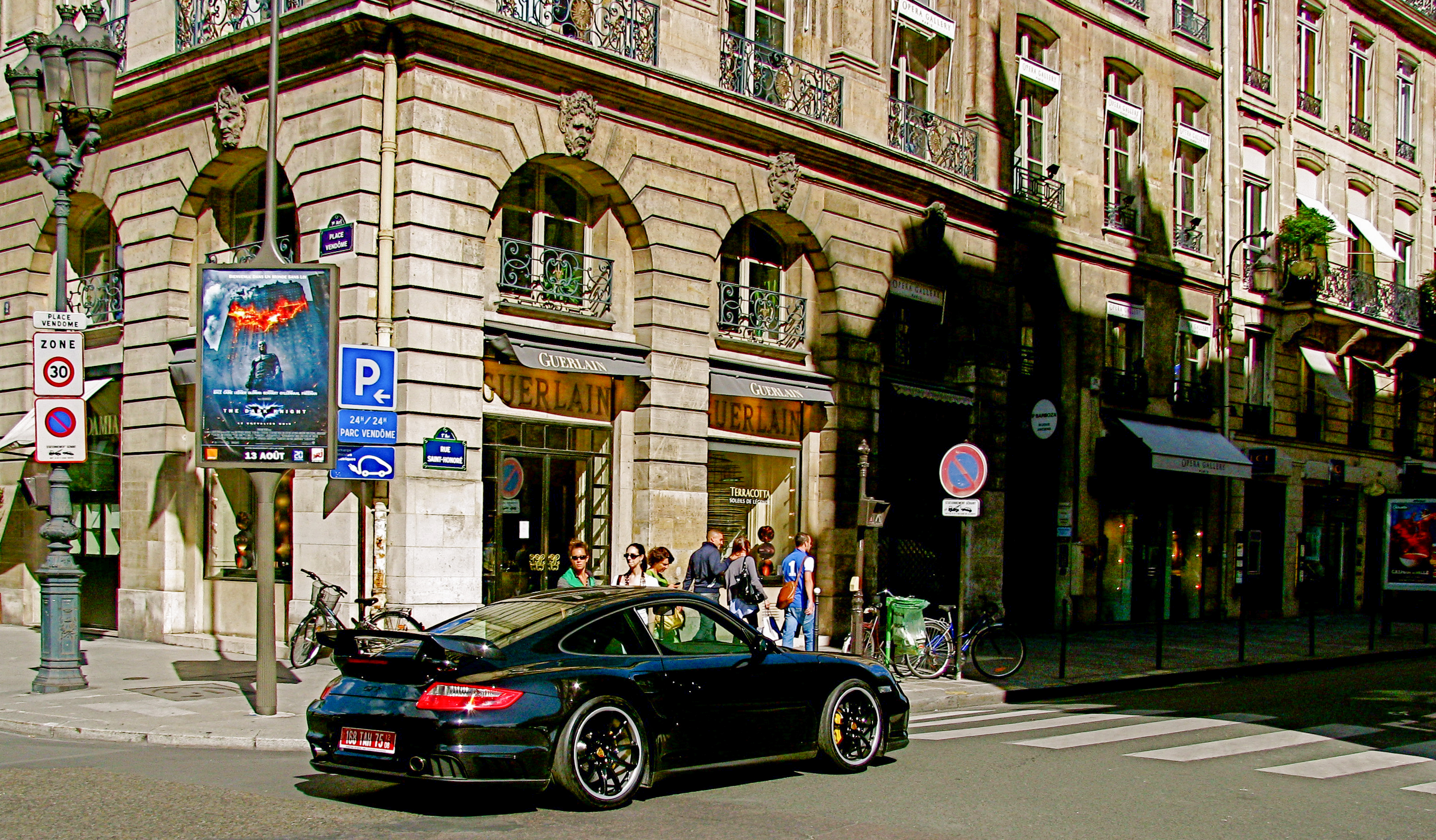
Poster chiếu rạp cho Kỵ sĩ bóng đêm tại Rue Saint-Honoré ở Paris vào tháng 8 năm 2008.

Ngày 15 tháng 5 năm 2008, hai công viên chủ đề là Six Flags Great America và Six Flags Great Adventure đã khai trương khu trò chơi roller coaster The Dark Knight Coaster trị giá 7.5 triệu USD, mô phỏng theo kiểu bị Joker theo dõi. Công ty Mattel cũng sản xuất nhiều đồ chơi và trò chơi cho Kỵ sĩ bóng đêm, như các nhân vật hành động, trang phục nhập vai, board game, những câu đố và một ấn bản trò chơi bài UNO đặc biệt; tất cả bắt đầu phân phối thương mại vào tháng 6 năm 2008. Pandemic Studios từng đang phát triển một video game chuyển thể ăn theo phim mang tên Batman: The Dark Knight, tuy nhiên khâu phát triển nó gặp phải hàng loạt gián đoạn và bị hủy trước khi hoàn tất.
Hãng Warner Bros. mất tới sáu tháng cho một chiến dịch chống vi phạm bản quyền, liên quan đến việc theo dõi những người có một bản sao tiền phát hành phim ở bất kì thời điểm nào. Lịch trình vận chuyển và giao hàng bị đặt so le cũng như kiểm tra tại chỗ, được thực hiện ở cả nội địa lẫn nước ngoài để đảm bảo việc sao chép phim bất hợp pháp không diễn ra trong các rạp chiếu. Mặc dù vậy một bản sao trái phép đã được phát hành khoảng 38 giờ sau khi phim ra rạp. Công cụ tìm kiếm của BitTorrent là The Pirate Bay còn chế nhạo ngành công nghiệp điện ảnh thông qua khả năng cung cấp phim ảnh miễn phí, khi trang web thay thế logo bằng một thông điệp châm chọc.

## Phát hành
Ngày 14 tháng 7 năm 2008, hãng Warner Bros. đã tổ chức lễ ra mắt toàn cầu cho Kỵ sĩ bóng đêm khi đem chiếu phim tại một rạp IMAX với hai nhà soạn nhạc phim là James Newton Howard và Hans Zimmer đóng vai trò biểu diễn nhạc nền sống. Nhằm chuẩn bị cho việc phát hành thương mại của Kỵ sĩ bóng đêm, bộ phim đã vẽ ra "những đánh giá sớm tích cực áp đảo và tin đồn về hóa thân vai Joker của Heath Ledger". Kỵ sĩ bóng đêm khởi chiếu quốc tế vào ngày 16 tháng 7 năm 2008 tại Úc, qua đó thu về gần 2,3 triệu USD trong ngày chiếu mở màn. Tại Việt Nam, MegaStar Cineplex là đơn vị phát hành phim tại các cụm rạp ở Hà Nội, Thành phố Hồ Chí Minh, Biên Hòa. Hải Phòng và Đà Nẵng, trong khi Galaxy Cinema—Cinebox phát hành phim tại hệ thống rạp ở Thành phố Hồ Chí Minh. Lịch khởi chiếu chung tại các rạp trên là ngày 29 tháng 8 năm 2008.
Tại thị trường Hoa Kỳ—Canada, Kỵ sĩ bóng đêm được phân phối đến 4.366 cụm rạp, phá vỡ kỷ lục phim có số lượng rạp chiếu cao nhất do Cướp biển vùng Caribbean 3: Nơi tận cùng thế giới nắm giữ vào năm 2007. Số lượng rạp chiếu gồm có 94 rạp IMAX, trong khi ước tính phim sẽ phát trên 9.200 phòng chiếu tại Hoa Kỳ—Canada. Các dịch vụ đặt vé trực tuyến đã tiêu thụ hết số lượng lớn vé cho khoảng 3.000 buổi chiếu nửa đêm cũng như những buổi chiếu sớm bất thường cho ngày mở màn của phim. Tất cả những rạp phim IMAX đều cho biết Kỵ sĩ bóng đêm đã cháy vé trong dịp cuối tuần mở màn. Kỵ sĩ bóng đêm sẽ được tái phát hành dưới định dạng IMAX nhân kỉ niệm 10 năm công chiếu phim trong vòng một tuần, bắt từ ngày 24 tháng 8 năm 2018. Phim sẽ khởi chiếu tại các hệ thống rạp AMC IMAX Theatres ở Universal CityWalk, Lincoln Square, Manhattan và Metreon cũng như Cinesphere, Ontario Place.

## Đón nhận

### Doanh thu phòng vé

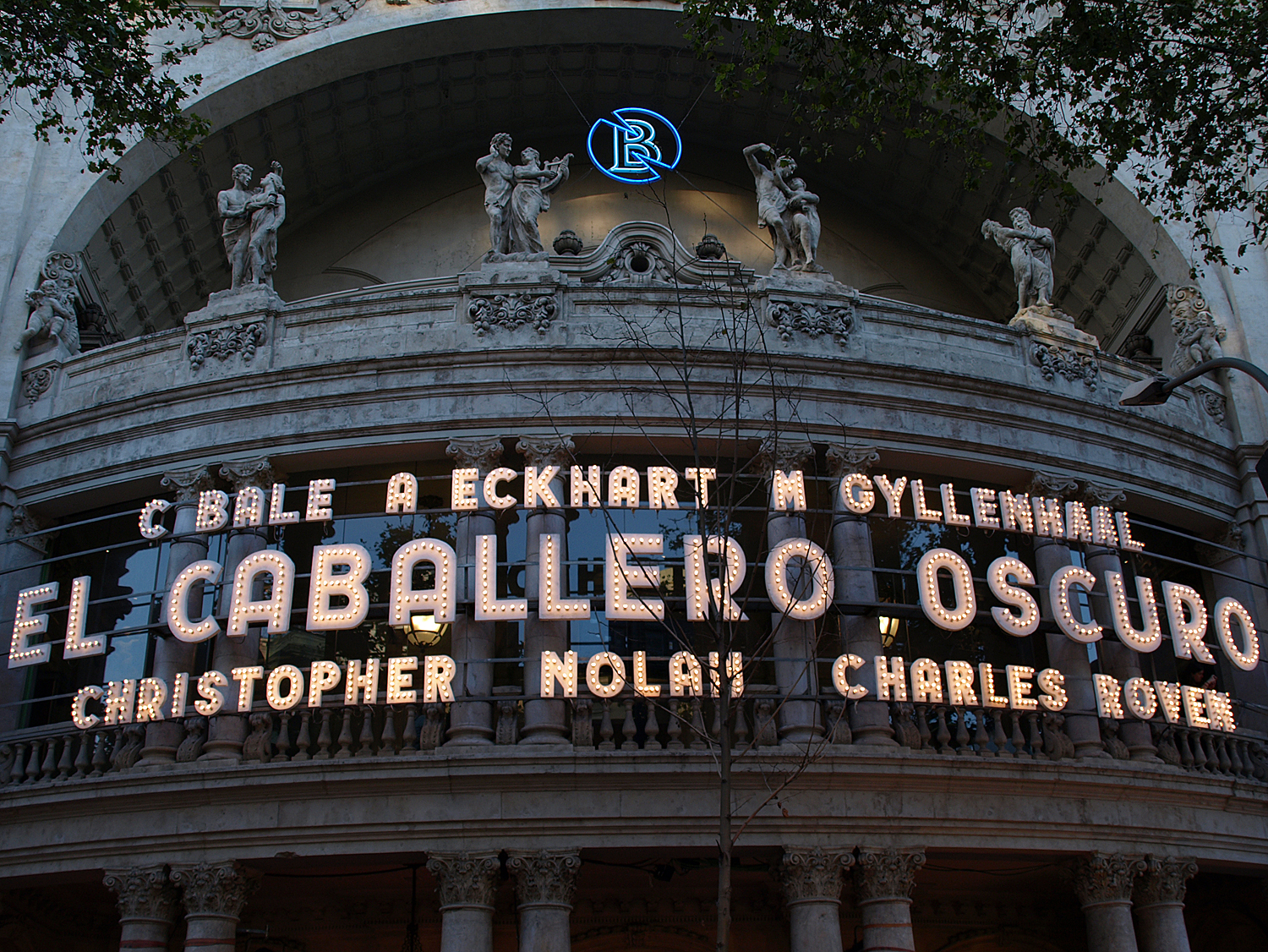
Một biển hiệu tái phát hành phim tại rạp Coliseum ở Barcelona, Tây Ban Nha.

Kỵ sĩ bóng đêm thu về 534,9 triệu USD tại thị trường Hoa Kỳ và 469,7 triệu USD tại các vùng lãnh thổ khác, nâng tổng mức doanh thu toàn cầu lên 1 tỷ USD. Trên toàn thế giới, tác phẩm là phim điện ảnh có doanh thu cao thứ 34 mọi thời đại, phim điện ảnh có doanh thu cao nhất năm 2008 và phim điện ảnh thứ tư trong lịch sử cán mốc hơn 1 tỷ USD. Phim thu về 199,7 triệu USD trên toàn thế giới trong dịp cuối tuần đầu công chiếu, xếp thứ 34 trên bảng xếp hạng mọi thời đại. Box Office Mojo ước tính bộ phim đã tiêu thụ hết hơn 74,26 triệu vé tại Hoa Kỳ trong đợt chiếu đầu tiên.
Nhằm tăng khả năng vượt mốc 1 tỷ USD doanh thu toàn cầu và giành giải Oscar, hãng Warner Bros. đã tái phát hành phim dưới định dạng truyền thống và IMAX tại các thị trường ở Hoa Kỳ cùng quốc gia khác vào ngày 23 tháng 1 năm 2009. Trước khi tái phát hành, doanh thu của phim vẫn đang ở mức 997 triệu USD nhưng sau khi tái phát hành, phim đã cán mốc 1 tỷ USD vào tháng 2 năm 2009.

#### Bắc Mỹ
Kỵ sĩ bóng đêm khởi chiếu vào thứ Sáu, ngày 18 tháng 7 năm 2008. Phim thiết lập kỷ lục buổi chiếu nửa đêm khi thu về 18,5 triệu USD từ 3.040 cụm rạp (một kỷ lục lần đầu bị Harry Potter và Hoàng tử lai phá vỡ). Những buổi chiếu mở màn nửa đêm đem về 640.000 USD từ các phòng chiếu IMAX. Phim tiếp tục chiếu tại 9.200 phòng chiếu với kỷ lục 4.366 cụm rạp (kỷ lục bị Người Sắt 2 vượt qua đầu tiên), đồng thời thiết lập con số 67,2 triệu USD  –  kỷ lục về doanh số mở màn và trong một ngày (cả hai đều bị Trăng non xô đổ đầu tiên) và một kỷ lục phòng vé dịp cuối tuần với 158,4 triệu USD (bị Harry Potter và Bảo bối Tử thần – Phần 2 vượt qua đầu tiên). Doanh thu trung bình mỗi rạp ở dịp cuối tuần là 36.283 USD đứng ở vị trí thứ 5 mọi thời đại. Ước tính Kỵ sĩ bóng đêm đã bán hết hơn 22,37 triệu vé trong tuần đầu phim ra mắt với giá trung bình 7,08 USD/vé trong năm 2008, giúp phim vượt qua Người Nhện 3 về số lượng vé tiêu thụ, khi bộ phim của Sam Raimi chỉ bán được 21,96 triệu vé với giá trung bình 6,88 USD/vé. Bên cạnh đó phim còn thiết lập kỷ lục doanh số IMAX dịp cuối tuần với 6,3 triệu USD (kỷ lục bị Star Trek vượt qua đầu tiên). Phim cũng đạt doanh thu cao nhất trong ngày Chủ Nhật với 43,6 triệu USD và doanh thu tuần mở màn cao nhất từ thứ Sáu đến thứ Năm với 238,6 triệu USD (cả hai đều bị Biệt đội siêu anh hùng xô đổ). Tác phẩm đạt doanh số cộng dồn cao nhất qua ngày công chiếu thứ ba và thứ tư (cả hai kỷ lục đều bị Harry Potter và Bảo bối Tử thần – Phần 2 phá vỡ) và tiếp diễn cho đến ngày công chiếu thứ mười (kỷ lục bị Biệt đội siêu anh hùng vượt qua). Ngoài ra, Kỵ sĩ bóng đêm là phim điện ảnh đạt cột mốc 100 triệu USD nhanh nhất (kỷ lục bị Trăng non phá vỡ), 150 triệu USD và mỗi khoản thu phụ 50 triệu USD thông qua 450 triệu USD (các kỷ lục bị Biệt đội siêu anh hùng xô đổ) và 500 triệu USD (kỷ lục bị Avatar vượt qua đầu tiên). Cuối cùng, phim đạt doanh thu cao nhất trong dịp cuối tuần thứ hai công chiếu (kỷ lục bị Avatar xô đổ đầu tiên).
Kỵ sĩ bóng đêm có doanh thu trong ngày thứ Bảy cao thứ tư (51.336.732 USD). Trong ngày thứ Hai đầu tiên, tác phẩm đem về 24,5 triệu USD, trở thành phim có doanh số trong ngày thứ Hai không phải kì nghỉ lễ cao nhất và tổng doanh thu trong ngày thứ Hai cao nhất; trong ngày thứ Ba đầu tiên, bộ phim thu về 20,9 triệu USD nữa, trở thành phim có doanh số trong ngày thứ Ba không phải mở màn cao nhất và tổng doanh số trong ngày thứ Ba cao nhất. Đáng chú ý, phim đứng thứ hai trên bảng xếp hạng doanh thu phòng vé trong dịp cuối tuần thứ hai cao nhất mọi thời đại tại Bắc Mỹ (tổng cộng là 253.586.871 USD) và là phim điện ảnh duy nhất trong năm 2008 vẫn duy trì vị trí quán quân các bảng xếp hạng trong bốn tuần liên tiếp.
Kỵ sĩ bóng đêm là phim điện ảnh có doanh thu cao nhất năm 2008, phim siêu anh hùng có doanh thu cao thứ hai, phim điện ảnh dựa trên truyện tranh có doanh thu cao thứ hai và phim điện ảnh có doanh thu cao thứ tư tại Bắc Mỹ mọi thời đại. Nếu không điều chỉnh lạm phát giá vé thì phim đứng thứ 28 mọi thời đại. Trái ngược với Avatar và Titanic — cả hai đều có doanh thu cao hơn tại Bắc Mỹ và doanh số tăng chậm nhưng ổn định — thì Kỵ sĩ bóng đêm đã phá vỡ các kỷ lục ở dịp cuối tuần mở màn và doanh thu có dấu hiệu giảm dần sau vài tuần chiếu đầu tiên.

#### Ngoài Bắc Mỹ
Ở thị trường ngoài Bắc Mỹ, Kỵ sĩ bóng đêm là phim điện ảnh có doanh thu cao nhất năm 2008 và phim siêu anh hùng có doanh thu cao thứ tư mọi thời đại. Phim ra mắt tại 20 vùng lãnh thổ khác nhau ở 4.520 phòng chiếu, thu về 41,3 triệu USD trong dịp cuối tuần đầu công chiếu. Phim chỉ xếp thứ hai sau Siêu nhân cái bang khi phim này ra mắt ở 71 vùng lãnh thổ trong dịp cuối tuần thứ ba công chiếu. Thị trường lớn nhất của Kỵ sĩ bóng đêm là nước Úc, nơi phim đem về 13,7 triệu USD trong tuần, đồng thời thiết lập kỷ lục phim siêu anh hùng có doanh số mở màn cao nhất. Tác phẩm đứng đầu bảng xếp hạng doanh thu phòng vé ngoài Bắc Mỹ trong ba tuần liên tiếp và tổng cộng bốn tuần. Do trích dẫn những yếu tố văn hóa nhạy cảm trong phim và sự miễn cưỡng tuân thủ các điều kiện trong giai đoạn tiền phát hành, hãng Warner Bros. đã từ chối phát hành phim tại Trung Quốc đại lục. Những thị trường đạt doanh thu cao nhất của phim ngoại trừ Bắc Mỹ là Anh Quốc, Ireland và Malta—nơi phim thu về 89,1 triệu USD. Tại Úc, bộ phim cũng đem về 39,9 triệu USD, đồng thời duy trì vị trí trong tốp 10 mọi thời đại của quốc gia này. Năm thị trường đạt doanh thu cao nhất của Kỵ sĩ bóng đêm ngoài Bắc Mỹ còn có Đức (29,7 triệu USD), Pháp và vùng Maghreb (27,5 triệu USD) và Hàn Quốc (25 triệu USD).

### Giải trí tại gia

Bìa đĩa DVD tựa Việt hóa của Kỵ sĩ bóng đêm do Hãng phim Phương Nam phát hành.

Ngày 9 tháng 12 năm 2008, Kỵ sĩ bóng đêm được phát hành dưới định dạng DVD và đĩa Blu-ray tại Bắc Mỹ, gồm có một ấn bản một đĩa DVD; hai ấn bản hai đĩa DVD đặc biệt; một ấn bản hai đĩa Blu-ray và một gói ấn bản Blu-ray đặc biệt kèm tặng một bức tượng Bat-pod nhỏ. Ấn bản đĩa Blu-ray/iTunes giới thiệu phim theo một tỉ lệ khung hình thay đổi với những phân cảnh IMAX dựng theo khung 1.78:1, còn những cảnh quay 35mm dựng theo khung 2.40:1. Các phiên bản DVD chứa đầy đủ bộ phim được đồng dựng theo tỉ lệ khung hình 2.40:1. Đĩa 2 của ấn bản DVD hai đĩa đặc biệt còn chứa sáu phân cảnh IMAX chính theo tỉ lệ khung hình gốc 1.44:1. Ngoài ra những cảnh quay IMAX trong suốt bộ phim còn được giới thiệu theo tỉ lệ khung 1.78:1 nằm trong ấn bản Blu-ray nhưng lại không nằm trong ấn bản DVD đặc biệt. Bên cạnh phát hành DVD tiêu chuẩn, một số cửa hàng cũng phát hành ấn bản phim độc quyền của họ. Tại Việt Nam, Hãng phim Phương Nam là đơn vị phát hành ấn bản DVD tựa Việt của Kỵ sĩ bóng đêm với mức giá 30.000 đồng/đĩa bắt đầu từ tháng 2 năm 2010.
Tại Anh Quốc, Kỵ sĩ bóng đêm đã có doanh số cộng dồn là 513.000 đơn vị ngay trong ngày đầu tiên phát hành, trong đó có 107.730 đĩa (21%) là đĩa Blu-ray, trở thành phim có số lượng đĩa Blu-ray cao nhất trong ngày ra mắt. Tại Hoa Kỳ, phim thiết lập kỷ lục về doanh số bán DVD nhiều nhất trong một ngày với 3 triệu đơn vị tiêu thụ trong ngày đầu tiên phát hành, trong đó 600.000 đĩa là đĩa Blu-ray. Các ấn bản DVD và đĩa Blu-ray cũng được phát hành tại Úc vào ngày 10 tháng 12 năm 2008, bao gồm ấn bản một đĩa DVD; một ấn bản hai đĩa DVD; một ấn bản hai đĩa DVD và Blu-ray kèm theo mặt nạ dơi; một ấn bản hai đĩa Blu-ray giới hạn tặng kèm tượng Batpod nhỏ; một ấn bản hai đĩa Blu-ray và một gói Batman Begins/The Dark Knight bốn đĩa DVD và Blu-ray. Tính đến ngày 19 tháng 12 năm 2008, doanh thu DVD của phim đứng ở vị trí quán quân trên các bảng xếp hạng của Úc và dự kiến sẽ phá vỡ kỷ lục doanh số ở Úc do Đi tìm Nemo thiết lập. Tác phẩm còn tiêu thụ các bản Blu-ray trị giá 370 triệu yên (4,1 triệu USD) tại Nhật Bản, đứng thứ 3 trong tốp 10 tổng doanh số bán đĩa Blu-ray.
Vào tháng 3 năm 2011, hãng Warner Bros. đề nghị phát hành thuê Kỵ sĩ bóng đêm trên Facebook, trở thành phim điện ảnh đầu tiên được phát hành thông qua phương tiện kĩ thuật số trên một trang mạng xã hội. Người dùng ở Hoa Kỳ có thể sử dụng Facebook Credits để xem bộ phim. Kỵ sĩ bóng đêm được phát hành ở định dạng 4K UHD Blu-ray vào ngày 19 tháng 12 năm 2017.

### Đánh giá chuyên môn

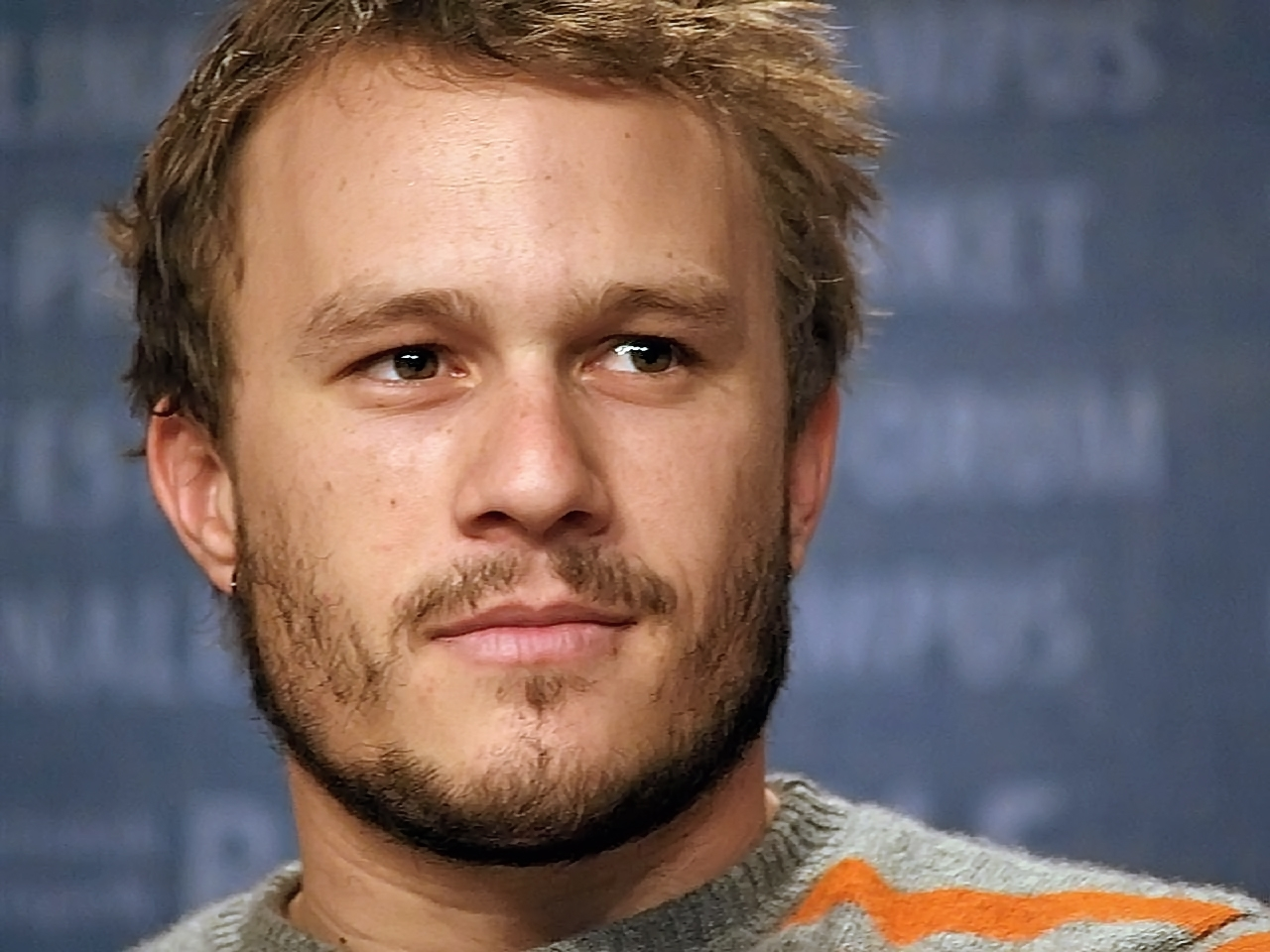
Vai diễn Joker của Heath Ledger nhận được sự tán dương đông đảo và cuối cùng giúp anh đoạt giải Oscar sau khi qua đời.

Kỵ sĩ bóng đêm thường được coi là một trong những tác phẩm điện ảnh hay nhất từng được thực hiện. Trên hệ thống tổng hợp kết quả đánh giá Rotten Tomatoes, Kỵ sĩ bóng đêm nhận được 94% lượng đồng thuận dựa theo 334 bài đánh giá, qua đó đạt điểm trung bình là 8,6/10. Các chuyên gia của trang web nhất trí rằng, "Đen tối, phức tạp và khó quên, Kỵ sĩ bóng đêm không chỉ thành công trên tư cách một phim điện ảnh truyện tranh giải trí, mà còn là một saga (loại tiểu thuyết dài) tội phạm giàu cảm giác hồi hộp". Trên trang Metacritic, phần phim đạt số điểm 84 trên 100 dựa trên 39 nhận xét, chủ yếu là những lời khen ngợi. Lượt bình chọn của khán giả trên trang thống kê CinemaScore cho phần phim điểm "A" trên thang từ A+ đến F với số ít khán giả nam giới và lớn tuổi đánh giá thấp.
Roger Ebert của nhật báo Chicago Sun-Times chấm phim bốn trên bốn sao, ông miêu tả Kỵ sĩ bóng đêm là một "một bộ phim gây ám ảnh, vượt qua gốc rễ (chuyển thể từ truyện tranh siêu anh hùng) và trở thành một tác phẩm bi kịch xuất sắc". Ông ca ngợi các màn diễn xuất, chỉ đạo và kịch bản, cho rằng bộ phim "tái định nghĩa những tiềm năng của dòng phim điện ảnh truyện tranh". Ebert nhận xét "lối diễn xuất chúng" là của Heath Ledger, đồng thời cân nhắc xem liệu anh sẽ trở thành diễn viên đầu tiên đoạt giải Oscar sau khi chết kể từ Peter Finch vào năm 1976 hay không (tượng vàng cuối cùng được trao cho Ledger). Ebert cũng xếp tác phẩm là một trong hai mươi phim điện ảnh yêu thích của ông trong năm 2008.
Peter Travers của tạp chí Rolling Stone viết rằng Kỵ sĩ bóng đêm sâu sắc hơn so với phần trước, bên cạnh một kịch bản "khéo léo" phủ nhận xem xét kỹ lưỡng nhân vật Joker dưới góc độ tâm lý học phổ biến, thay vì kéo người xem vào một buổi kiểm tra tâm thần học của Bruce Wayne. Travers còn ca ngợi toàn bộ dàn diễn viên, ông cho rằng mỗi người mang một "trò chơi" của mình đến bộ phim. Ông nhận xét Bale là nhân tố "gây hồi hộp", gợi đến Al Pacino trong Bố già phần II, trong khi hình ảnh Harvey Dent của Eckhart thật "thương tâm đáng sợ", còn của Oldman thì "quá xuất sắc đến mức anh làm cho phẩm hạnh đạo đức hay hệt như Jim Gordon." Travers cho rằng Ledger làm thay đổi Joker từ màn hóa thân của Jack Nicholson vào một vùng lãnh thổ đen tối hơn, đồng thời thể hiện sự ủng hộ cho bất kì chiến dịch tiềm năng nào để giúp Ledger nhận một đề cử Oscar. Travers đánh giá các nhà làm phim đã đưa tác phẩm tiến xa khỏi điện ảnh truyện tranh và gần hơn đến một tác phẩm nghệ thuật đích thực, khi ông trích dẫn chỉ đạo của Nolan và "hiện thực gan góc" của nhà quay phim Wally Pfister đã giúp tạo ra một vũ trụ mang yếu tố "thô sơ và cốt yếu" ở sâu trong chính tác phẩm. Đặc biệt ông cũng lấy sự chỉ đạo hành động của Nolan trong phân cảnh vụ cướp theo định dạng IMAX so sánh với cảnh vụ cướp trong phim Heat (1995). Manohla Dargis của nhật báo The New York Times viết, "Nổi bật trong sự phân chia giữa nghệ thuật và công nghiệp, thơ ca và giải trí, bộ phim đen tối và sâu sắc hơn bất kì tác phẩm điện ảnh thuộc thể loại truyện tranh nào của Hollywood". Entertainment Weekly đưa Kỵ sĩ bóng đêm vào danh sách "hay nhất" cuối thập niên của tạp chí khi viết rằng, "Mỗi người anh hùng xuất sắc đều cần một phản diện xuất chúng. Trong năm 2008, Batman của Christian Bale đã tìm thấy phản diện của mình trong hình ảnh giáo sĩ điên loạn Joker của Heath Ledger". Nhà phê bình Mark Kermode của BBC trong một bài nhận xét tích cực viết rằng Ledger "cực kỳ, cực kỳ tuyệt vời" nhưng màn hóa thân của Oldman mới "là màn trình diễn xuất sắc nhất trong suốt cả bộ phim"; Kermode thấy rằng Oldman xứng đáng nhận một đề cử Oscar.
Emanuel Levy viết rằng Ledger "hoàn toàn tự ném mình vào vai diễn" và bộ phim đại diện cho tác phẩm "xuất sắc và công phu nhất" của Nolan, cũng như tác phẩm ấn tượng và cộng hưởng nhất về mặt kĩ thuật trong tất cả các phim Batman. Levy gọi những phân cảnh hành động trong phim là một vài trong những cảnh phim ấn tượng ông từng xem trong một phim điện ảnh Mỹ trong nhiều năm qua, và nói về phân cảnh lấy bối cảnh ở Hồng Kông của phim là đặc biệt ấn tượng về mặt thị giác. Levy và Travers có chung một kết luận về tác phẩm là "ám ảnh và huyền ảo", trong khi Levy tiếp tục nói rằng Kỵ sĩ bóng đêm là "không gì khác ngoài xuất chúng". Mặt khác, David Denby của The New Yorker đánh giá rằng cốt truyện phim chưa đủ mạch lạc để phân tích thêm chính xác sự bất bình đẳng. Ông cho rằng tâm trạng của bộ phim là một trong "những cực điểm liên tiếp" và thấy rằng nó quá gấp gáp và quá dài. Denby còn chỉ trích những phân cảnh mà ông cho là vô nghĩa hoặc bị cắt ngắn đi ngay khi chúng trở nên thú vị hơn. Denby cũng nhận xét rằng xung đột trọng tâm rất hiệu quả nhưng "chỉ một nửa nhóm có thể làm nó hoạt động"; ông cho rằng vai Bruce Wayne "điềm tĩnh" và vai Batman "bền bỉ nhưng thiếu thú vị" của Bale liên tục bị chuyển hướng chú ý bởi lối diễn "nham hiểm và đáng sợ" của Ledger, mà ông nhận xét là một nhân tố thành công của phim. Denby kết luận rằng Ledger "gây mê hoặc" ở mọi phân cảnh. Giọng nói của nhân vật Batman của Christian Bale (một phần được thay đổi trong quá trình hậu kỳ) là chủ đề chỉ trích đặc biệt bởi một số nhà phê bình, khi David Edelstein từ NPR miêu tả Bale thể hiện diễn xuất của mình bằng "một giọng nói trầm và thiếu kinh nghiệm hơn bao giờ hết". Tuy nhiên Alonso Duralde của MSNBC lại liên hệ giọng nói của Bale trong Kỵ sĩ bóng đêm đến một "tiếng kêu ken két kì quái", trái ngược với giọng nói sử dụng trong Huyền thoại Người Dơi, mà theo Duralde là "nghe trầm một cách lố bịch, giống như một đứa trẻ 10 tuổi giả giọng nói 'người lớn' để thực hiện những cuộc gọi điện thoại chơi khăm".
Kỵ sĩ bóng đêm là phim vĩ đại thứ 15 trong lịch sử trong danh sách "500 phim điện ảnh vĩ đại nhất mọi thời đại" của tạp chí Empire năm 2008, dựa trên số phiếu bầu chọn bởi 10.000 độc giả, 150 đạo diễn điện ảnh và 50 nhà phê bình điện ảnh uy tín. Lối diễn vai Joker của Heath Ledger cũng xếp thứ ba trong danh sách "100 nhân vật điện ảnh vĩ đại nhất mọi thời đại" của tạp chí này trong năm 2008. Vào tháng 6 năm 2010, vai Joker xếp thứ năm trong "100 nhân vật vĩ đại nhất trong 20 năm qua" của Entertainment Weekly. Màn hóa thân Joker của Ledger xếp thứ hai trong danh sách "Diễn xuất điện ảnh siêu anh hùng hay nhất mọi thời đại" của The Hollywood Reporter, chỉ sau vai Wolverine của Hugh Jackman. Tạp chí Paste đã xếp Kỵ sĩ bóng đêm là một trong "50 phim điện ảnh hay nhất thập niên (2000–2009)" ở vị trí thứ 11. Năm 2016, Playboy xếp tác phẩm thứ năm trong danh sách "15 phần tiếp nối hay hơn bản gốc". Kỵ sĩ bóng đêm còn nằm trong danh sách "Phim điện ảnh được quay xuất sắc nhất từ 1998 đến 2008" của American Cinematographer với thứ hạng trong tốp 10. Hơn 17.000 người trên khắp thế giới đã tham gia cuộc bình chọn cuối cùng. Vào tháng 3 năm 2011, các thính giả của BBC Radio 1 và BBC Radio 1Xtra cũng bình chọn bộ phim là phim điện ảnh yêu thích thứ tám mọi thời đại của họ. Ngày 22 tháng 3 năm 2011, trong chương trình truyền hình đặc biệt Best in Film: The Greatest Movies of Our Time, Kỵ sĩ bóng đêm được bình chọn là phim hành động hay thứ hai, trong khi Joker do Ledger thủ vai được bình chọn là nhân vật điện ảnh vĩ đại thứ ba. Năm 2012, Total Film xếp Kỵ sĩ bóng đêm nằm trong "sáu tác phẩm điện ảnh xuất sắc nhất trong vòng 15 năm qua"; tạp chí này viết, "Tác phẩm chính kịch tội phạm tâm lý opera của Christopher Nolan là bộ phim bom tấn hồi hộp nhất – và đầy thử thách nhất của thập niên". Năm 2014, Time Out đã mở cuộc thăm dò một số nhà phê bình, đạo diễn, diễn viên và diễn viên đóng thế điện ảnh để liệt bộ phim vào danh sách tốp 10 phim hành động của tạp chí. Kỵ sĩ bóng đêm xếp thứ 80 trong danh sách này. Năm 2014, Kỵ sĩ bóng đêm là phim điện ảnh xếp thứ ba trong danh sách "301 phim điện ảnh hay nhất mọi thời đại" của Empire do độc giả của tạp chí bình chọn. Bộ phim cũng xếp thứ 57 trong "100 phim điện ảnh yêu thích nhất của Hollywood", một danh sách biên tập bởi The Hollywood Reporter nhờ khảo sát "các giám đốc xưởng phim, chủ nhân giải Oscar và TV royalty". Kỵ sĩ bóng đêm còn xếp thứ 96 trong danh sách "100 phim điện ảnh Mỹ vĩ đại nhất" của BBC, do các nhà phê bình điện ảnh từ khắp nơi trên thế giới bầu chọn. Phim cũng được xếp là một trong tám phim điện ảnh yêu thích nhất của New Zealand theo cuộc bỏ phiếu năm 2015. Tác phẩm được xếp là "phim điện ảnh hay thứ 33 của thế kỉ 21" bởi 177 nhà phê bình điện ảnh, theo cuộc bình chọn của BBC vào năm 2016. Nhà phê bình điện ảnh uy tín Barry Norman đã lựa chọn Kỵ sĩ bóng đêm vào danh sách "100 phim điện ảnh hay nhất mọi thời đại" của ông.

### Bình luận và chủ đề phân tích
Kết luận về một nhân vật như Joker, kẻ từ chối chơi theo luật phản diện truyền thống, đã khiến một số nhà phê bình và học giả nhất trí rằng sự miêu tả bạo lực trong Kỵ sĩ bóng đêm là một ẩn dụ rõ ràng về việc sử dụng vũ lực đối phó với những thảm họa toàn cầu trong thời kì hậu 11 tháng 9 ở Mỹ. Nhà văn truyện ly kỳ Andrew Klavan viết cho nhật báo The Wall Street Journal so sánh những biện pháp cực đoan mà Batman dùng để chống tội phạm có nét tương đồng với biện pháp của cựu tổng thống Hoa Kỳ George W. Bush sử dụng trong chiến tranh chống khủng bố. Klavan khen ngợi, "ở mức độ nào đó", Kỵ sĩ bóng đêm là một "tràng tán dương về lòng can đảm và sự dũng cảm từng được George W. Bush thể hiện trong thời kì khủng bố và chiến tranh". Klavan còn bổ sung cách giải thích về phim khi so sánh Batman—giống Bush, Klavan lập luận, "đôi khi phải đẩy những ranh giới về quyền công dân để đối phó với một trường hợp khẩn cấp, chắc chắn rằng anh ta sẽ không tái lập lại những ranh giới đó khi trường hợp khẩn cấp đã qua." Bài viết của Klavan đã nhận nhiều chỉ trích trên Internet và các phương tiện truyền thông đại chúng như "The Plank" của The New Republic. Đánh giá phim trên báo The Sunday Times, Cosmo Landesman lại đưa ra kết luận trái ngược với Klavan, ông lập luận rằng Kỵ sỹ bóng đêm đã "cung cấp rất nhiều chuyện gẫu theo chủ nghĩa đạo đức về cách chúng ta phải ôm một tên khủng bố – được rồi, là do tôi phóng đại. Tuy nhiên trái tim của phim lại là một cuộc thảo luận dài và chán ngắt về cách các cá nhân và tập thể phải từ bỏ luật pháp để đấu tranh chống lực lượng vô chính phủ. Để chiến đấu với bọn quái vật, chúng ta phải cẩn thận để không trở thành quái vật – kiểu như chúng. Tác phẩm bênh vực cho tuyên bố của liên minh chống chiến tranh rằng, trong một cuộc chiến chống khủng bố, bạn phải tạo điều kiện cho nhiều khủng bố hơn. Chúng ta đã được thấy những người vô tội đã chết vì Batman – và anh ta sụp đổ vì điều đó". Benjamin Kerstein viết cho Azure lại thấy rằng cả Klavan và Landesman "có chung một quan điểm", vì "Kỵ sĩ bóng đêm là tấm gương phản chiếu hoàn hảo của xã hội đang dõi theo nó: một xã hội bị chia rẽ về các vấn đề khủng bố và cách chiến đấu với nó, lần đầu tiên trong nhiều thập kỷ, một xu hướng đại chúng của Mỹ không còn tồn tại." Cựu tổng thống Hoa Kỳ Barack Obama từng sử dụng Kỵ sĩ bóng đêm để giúp giải thích cách hiểu của ông về vai trò và sự phát triển của Nhà nước Hồi giáo Iraq và Levant (ISIS): "Có một cảnh trong phân đoạn mở đầu trong đó các lãnh đạo băng đảng của Gotham đang họp mặt... Đây là những người gây chia rẽ thành phố. Chúng là những kẻ côn đồ nhưng theo kiểu có trật tự. Rồi Joker bước vào và làm cả thành phố bừng sáng trong ngọn lửa. ISIS chính là Joker. Nó có khả năng khiến cả vùng đất chìm trong lửa. Đó là lý do chúng ta phải chiến đấu với nó."
Theo nhà biên kịch David S. Goyer, chủ đề chính của Kỵ sĩ bóng đêm là sự leo thang. Thành phố Gotham nhu nhược và các công dân đổ lỗi cho Batman vì tình trạng bạo lực và tham nhũng của thành phố cũng như những lời đe dọa của Joker; điều đó đẩy Batman đến giới hạn của mình, khiến anh ta thấy rằng việc tự mình thi hành luật pháp lại đang làm suy đồi thành phố nhiều hơn. Roger Ebert nhấn mạnh, "Trong suốt bộ phim, [Joker] sắp đặt những tình huống hết sức khéo léo, buộc Batman, ủy viên Gordon và công tố viên quận Harvey Dent không thể đưa ra những quyết định theo luân thường đạo lý. Cho đến cuối phim, toàn bộ nền móng đạo đức của huyền thoại Batman đang bị đe dọa." Những nhà phê bình khác đề cập đến chủ đề chiến thắng của cái ác trước cái thiện. Harvey Dent vốn được coi là "Kỵ sĩ trắng" của Gotham ở đầu phim nhưng đến cuối phim bị cái ác cám dỗ. Mặt khác Joker lại được xem là đại diện của tình trạng vô chính phủ và hỗn loạn. Hắn không hề có động cơ, không mệnh lệnh hay ham muốn nào nhưng lại gây ra sự tàn phá và ngắm nhìn "cả thế giới bốc cháy". Tính logic khủng khiếp trong sai lầm của con người cũng là một chủ đề khác. Cảnh chở phà đã thể hiện con người có thể dễ dàng bị cái ác cám dỗ đến mức nào, điều đó có thể dẫn tới những thảm họa tiềm ẩn ra sao.

### Giải thưởng

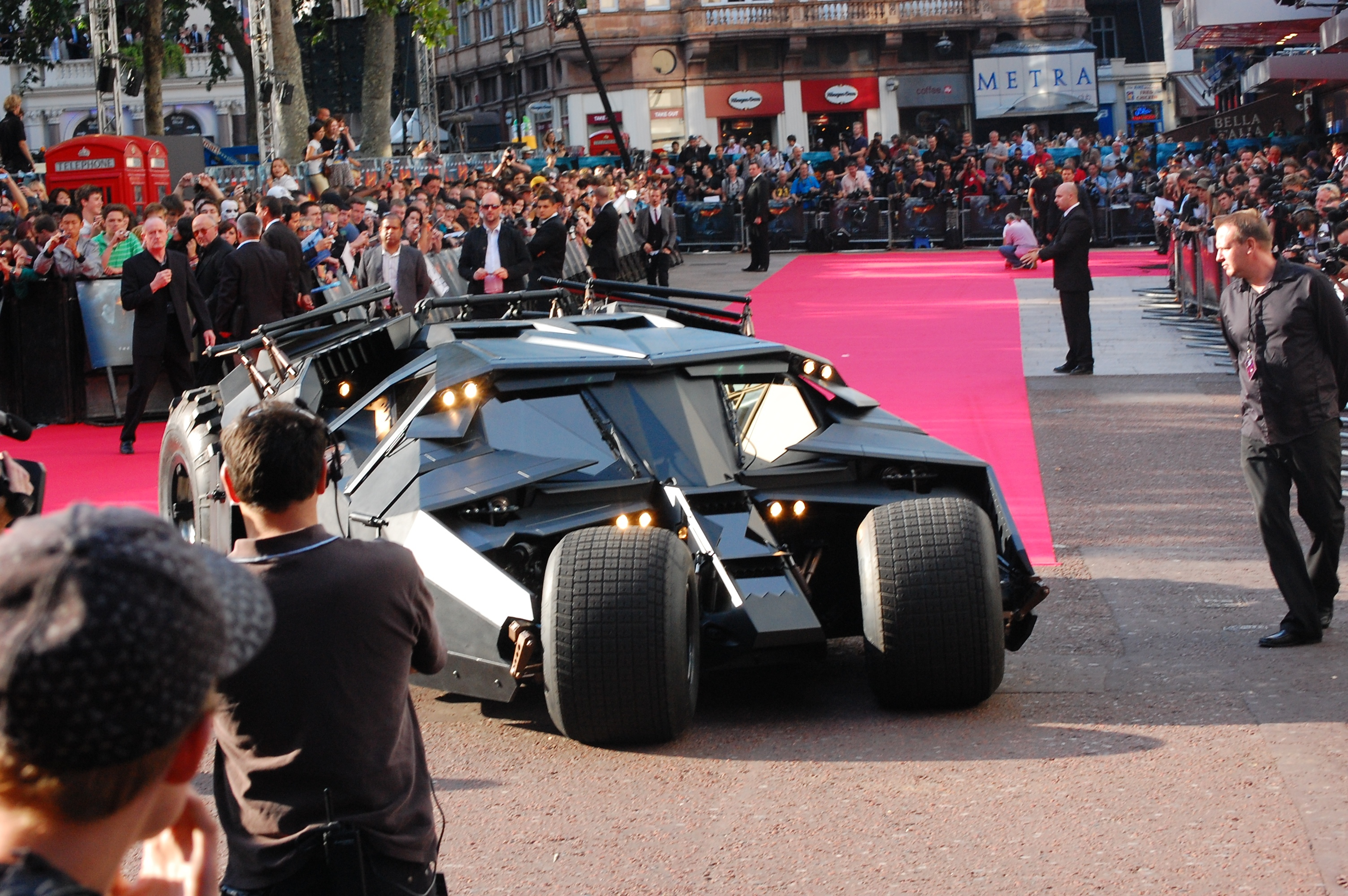
Chiếc xe Tumbler sử dụng trong phim xuất hiện tại lễ ra mắt phim ở châu Âu.

Nổi bật nhất trong số đề cử của phim là Heath Ledger thâu tóm gần như tuyệt đối hơn hai mươi giải thưởng cho diễn xuất, trong đó có giải Oscar cho nam diễn viên phụ xuất sắc nhất, giải SAG cho nam diễn viên phụ xuất sắc nhất, Quả cầu vàng cho nam diễn viên điện ảnh phụ xuất sắc nhất và giải BAFTA cho nam diễn viên phụ xuất sắc nhất. Kỵ sĩ bóng đêm còn nhận các đề cử từ Nghiệp đoàn Nhà văn Mỹ (kịch bản chuyển thể xuất sắc nhất), Nghiệp đoàn Nhà sản xuất điện ảnh Mỹ và Nghiệp đoàn Đạo diễn điện ảnh Mỹ, cũng như một loạt các đề cử và chiến thắng từ giải thưởng nghiệp đoàn khác. Phim cũng nhận đề cử cho phim hay nhất tại lễ trao giải BFCA lần thứ 14 và có tên trong danh sách tốp 10 phim điện ảnh hay nhất năm của Viện phim Mỹ.
Tại lễ trao giải Oscar lần thứ 81, Kỵ sĩ bóng đêm đã giành tám đề cử, phá vỡ kỷ lục phim điện ảnh dựa trên truyện tranh, comic strip hoặc graphic novel có nhiều đề cử nhất của Dick Tracy. Kỵ sĩ bóng đêm giành chiến thắng hai hạng mục: nam diễn viên phụ xuất sắc nhất cho Ledger và biên tập âm thanh xuất sắc nhất. Bên cạnh đó phim cũng nhận sáu đề cử khác cho chỉ đạo nghệ thuật xuất sắc nhất, quay phim xuất sắc nhất, hòa âm hay nhất, hiệu ứng hình ảnh xuất sắc nhất, hóa trang xuất sắc nhất và dựng phim xuất sắc nhất. Heath Ledger là chủ nhân đầu tiên của hạng mục Oscar cho nam diễn viên phụ xuất sắc nhất sau khi qua đời, cũng như chủ nhân thứ hai của tượng vàng cho hạng mục diễn xuất sau khi chết (diễn viên Peter Finch từng giành nam diễn viên chính xuất sắc nhất cho phim Network vào năm 1976 sau khi qua đời). Ngoài ra, tượng vàng của Ledger còn đánh dấu lần đầu tiên một phim điện ảnh siêu anh hùng chuyển thể giành chiến thắng trong các hạng mục chính của Oscar (sản xuất, đạo diễn, diễn xuất hoặc kịch bản). Đáng chú ý, chiến thắng của Richard King ở hạng mục biên tập âm thanh xuất sắc nhất đã chặn đứng chuỗi chiến thắng áp đảo hoàn toàn trong buổi tối của bộ phim đoạt giải phim hay nhất năm đó là Triệu phú ổ chuột. Mặc dù không nhận đề cử cho phim hay nhất, bài hát mở màn lễ trao giải năm đó đã bày tỏ sự tôn trọng đến Kỵ sĩ bóng đêm bên cạnh năm đề cử phim hay nhất khác, khi diễn viên Hugh Jackman cưỡi trên một mô hình của chiếc xe Batpod làm từ bìa giấy. Dù giành được thành công về mặt phê bình, đáng chú ý là bộ phim lại vắng mặt trong danh sách đề cử phim hay nhất, dấy lên sự tranh cãi và nhiều chỉ trích giải Oscar vì "làm hạ thấp" bộ phim. Có suy đoán cho rằng Viện Hàn lâm Khoa học và Nghệ thuật Điện ảnh sau đó đã điều chỉnh số lượng đề cử cho phim hay nhất thành mười phim thay vì năm phim theo truyền thống là do bỏ sót Kỵ sĩ bóng đêm. Trong một phiên vấn đáp sau tuyên bố trên, chủ tịch của Viện Hàn lâm là Sidney Ganis nói; "Tôi sẽ không nói với các bạn sự thật nếu tôi nói rằng Kỵ sĩ bóng đêm đã không xuất hiện". Do Kỵ sĩ bóng đêm là thành phẩm do Anh-Mỹ phối hợp sản xuất, tác phẩm đã giành đề cử phim hay nhất tại lễ trao giải Goya 2009. Phim cũng có một đề cử với hạng mục Khoa học viễn tưởng tại lễ trao giải Seiun ở Nhật Bản, bên cạnh chiến thắng giải Viện Hàn lâm Nhật Bản cho phim ngoại ngữ hay nhất.

## Di sản

Bức họa graffiti về Joker của Heath Ledger và câu thoại "why so serious?" (Sao phải nghiêm trọng thế?)

Theo David Sims từ The Atlantic, Kỵ sĩ bóng đêm đã "chính thống hóa" dòng phim điện ảnh truyện tranh trong mắt của các xưởng phim, từ đó tạo nên sân khấu cho sự thành công của những thương hiệu nhượng quyền như Vũ trụ Điện ảnh Marvel (MCU). Darren Franrich của tờ Entertainment Weekly viết rằng tác phẩm đã "thắt chặt một cách nói mới về dòng phim siêu anh hùng", đặc biệt bộ phim ghi nhận chúng là những phương tiện nghiêm túc cho bình luận chính trị và thành tựu nghệ thuật.
Nhiều yếu tố của Kỵ sĩ bóng đêm đã ảnh hưởng sâu sắc đến một số phim điện ảnh sau này. Chẳng hạn như đạo diễn Ryan Coogler lấy hình mẫu thành phố Gotham trong Kỵ sĩ bóng đêm làm một phần cảm hứng cho hình mẫu vương quốc Wakanda trong tác phẩm bom tấn Chiến binh Báo Đen năm 2018. Trong khi đó, Michael B. Jordan từng lấy diễn xuất của Ledger làm cảm hứng cho hình tượng cũ của Killmonger, nhân vật phản diện trong Chiến binh Báo Đen. Đạo diễn Sam Mendes gọi Kỵ sĩ bóng đêm là một "thứ làm thay đổi cuộc chơi đối với tất cả mọi người", ông cho biết phim đã ảnh hưởng đến cách ông tiếp cận để thực hiện Tử địa Skyfall (2012): "Điều Nolan đã chứng tỏ là bạn có thể làm một tác phẩm điện ảnh lớn cực kỳ hồi hộp và giải trí, có nhiều thứ để nói về thế giới chúng ta đang sống... Điều đó đã giúp tôi tự tin để thực hiện bộ phim này theo hướng mà nếu không có Kỵ sĩ bóng đêm thì sẽ trở nên bất khả thi". Nhà soạn nhạc Blake Neely cho chương trình truyền hình Arrow cũng sử dụng nhạc nền Kỵ sĩ bóng đêm của Hans Zimmer với vai trò tương tự. Ngoài ra, trong một lễ kỉ niệm lần thứ 10 của Rotten Tomatoes, Erik Amaya ghi nhận diễn xuất của Ledger đã cung cấp thêm một cách giải thích mới lạ về Joker trước công chúng, khi chứng minh Joker là khuôn mẫu cho những vai diễn điện ảnh sau này. Erik Davis, Trưởng Ban biên tập của Fandango.com nhận định, "Lối diễn của Heath Ledger đã tạo ảnh hưởng lớn tới cách lột tả Joker... Kỵ sĩ bóng đêm đã định hình lại thể loại phim về siêu anh hùng. Còn cách hóa thân của Ledger đã định hình lại cách lột tả về nhân vật này, nhờ đó phim đã nhận được sự quan tâm lớn của khán giả". Robert Moses Peaslee, đồng biên tập cuốn The Joker: A Serious Study of the Clown Prince of Crime, nói rằng lối diễn xuất linh hoạt, như "tắc kè hoa" mà Ledger đưa vào vai diễn đã làm "mờ mắt" những người hâm mộ trung thành của nhân vật này và cả những diễn viên từng đoạt giải Oscar như Leto hay Phoenix.
Một vài nhà phê bình nhận thấy những bộ phim sau này đã bắt chước tông màu tối và gan góc của Kỵ sĩ bóng đêm nhưng không tái hiện lại chất lượng về kịch bản, diễn xuất hoặc cốt truyện của phim. Theo Charles Bramesco của báo The Guardian, rất nhiều phim điện ảnh của DC Extended Universe (DCEU) – chẳng hạn như Batman đại chiến Superman: Ánh sáng công lý, Biệt đội cảm tử hay Liên minh Công lý – "đã bắt chước sai lệch tông màu buồn mang nét trang nghiêm chính đáng của Nolan". Chris Newbould từ The National cũng có một kết luận tương tự khi bày tỏ sự buồn phiền về cách những bộ phim của DCEU "đã thất bại trong việc thu hút khán giả lẫn nhà phê bình trong khi biểu diễn doanh thu phòng vé ở mức đạt yêu cầu". Nick Pope của Esquire thậm chí còn cáo buộc Kỵ sĩ bóng đêm đã cổ động tương lai của các phim siêu anh hùng "tự làm [chúng] trở nên quá nghiêm túc."